# Mitra (genre)
Pour les articles homonymes, voir Mitra.
Genre
Mitra est un genre de mollusques gastéropodes de la famille des Mitridae.

## Liste des espèces

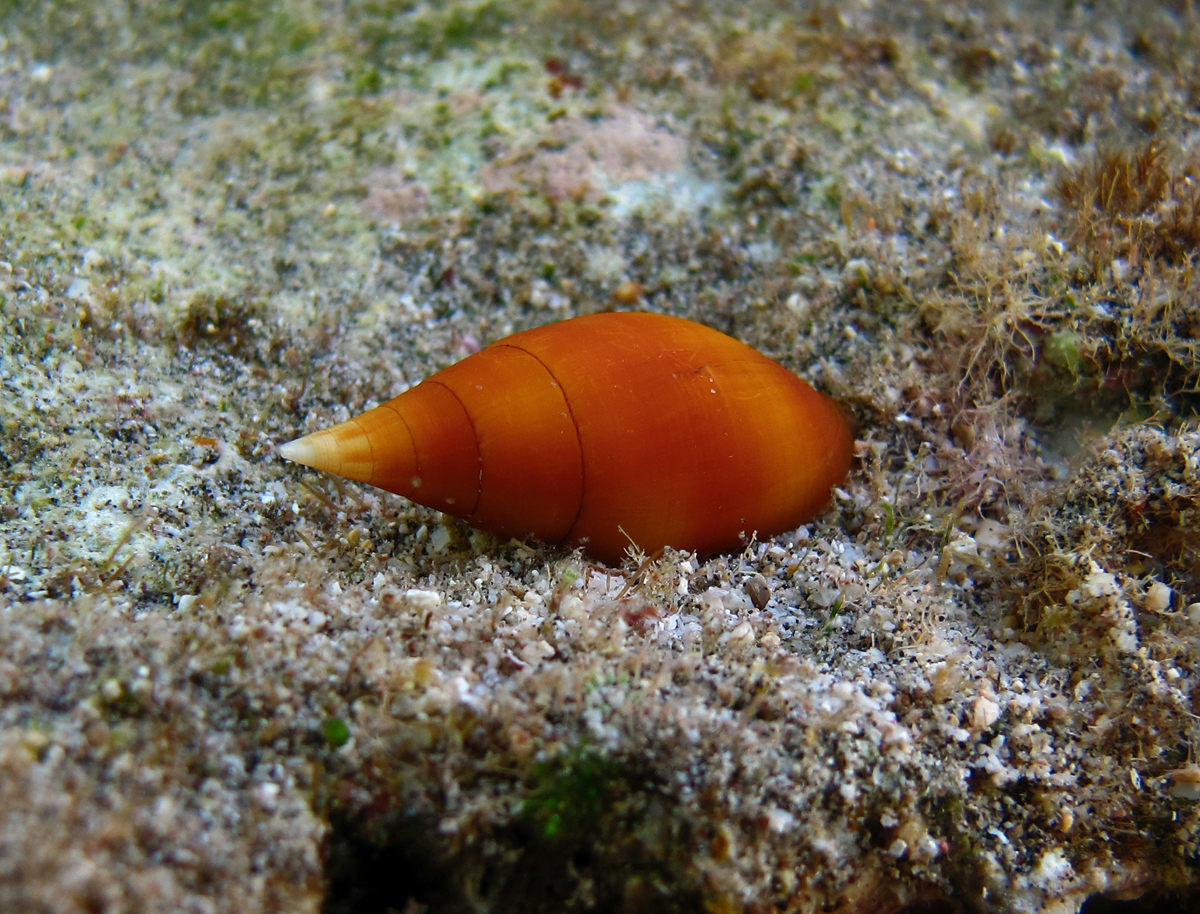
Mitra acuminata

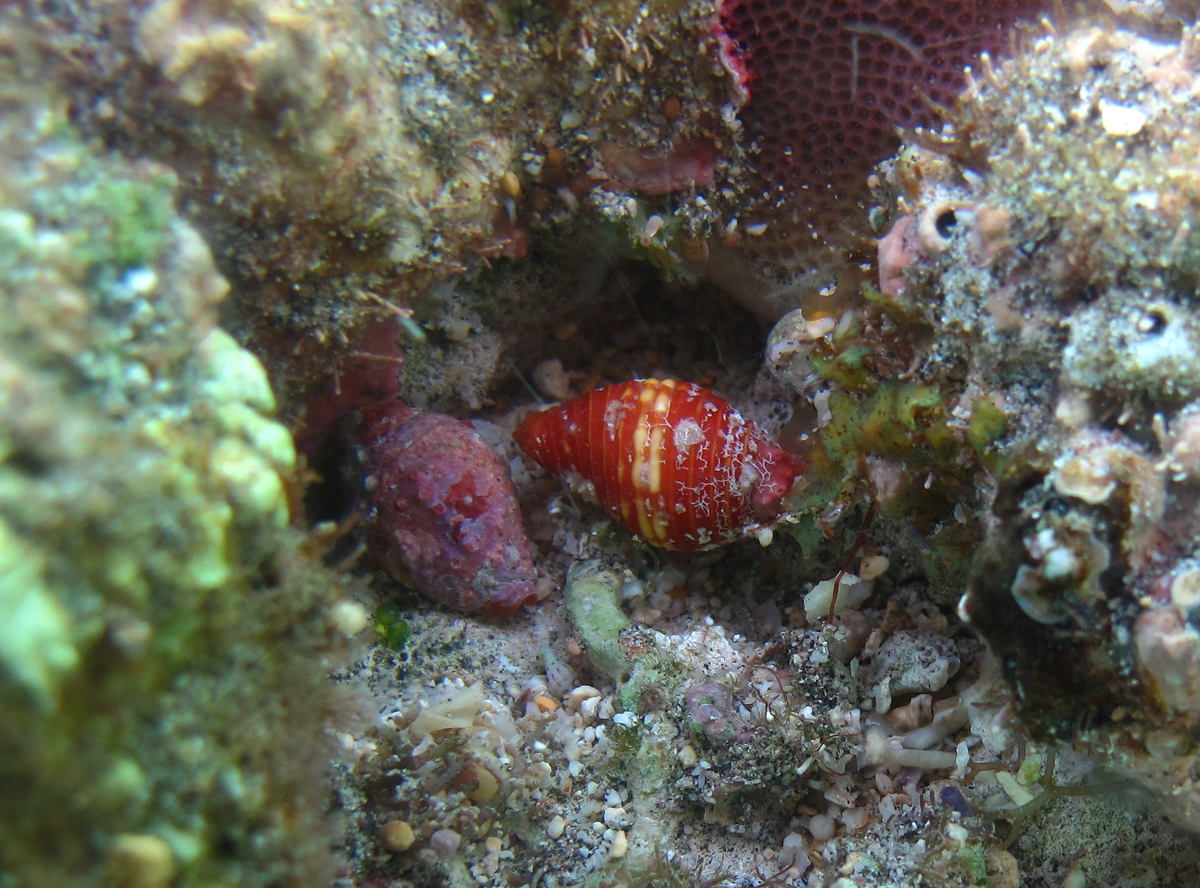
Mitra cucumerina

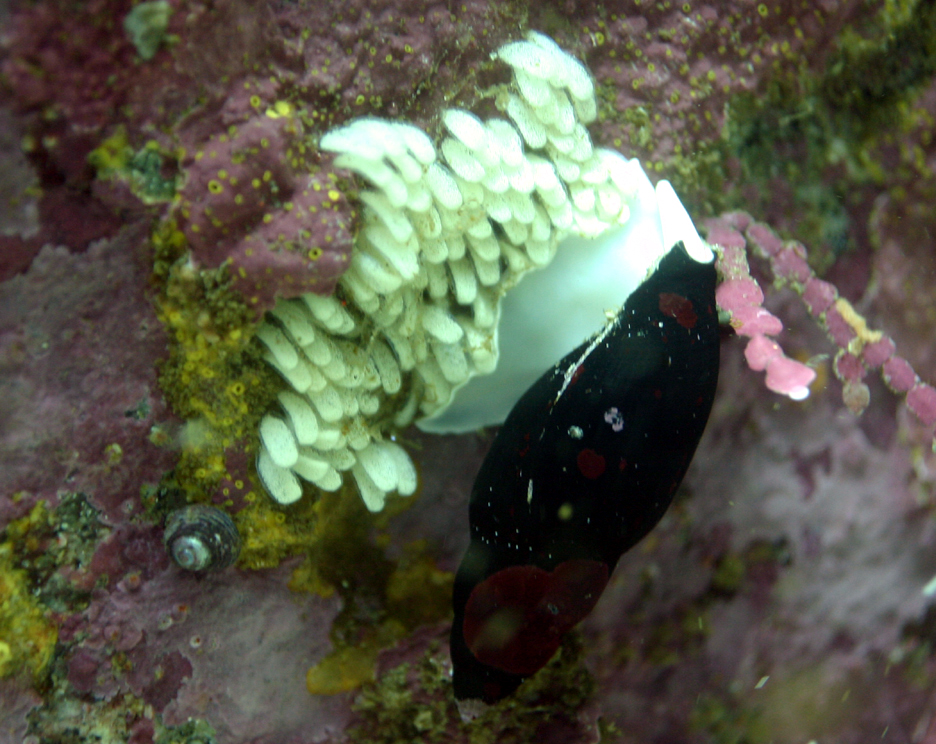
Mitra idae avec sa ponte.

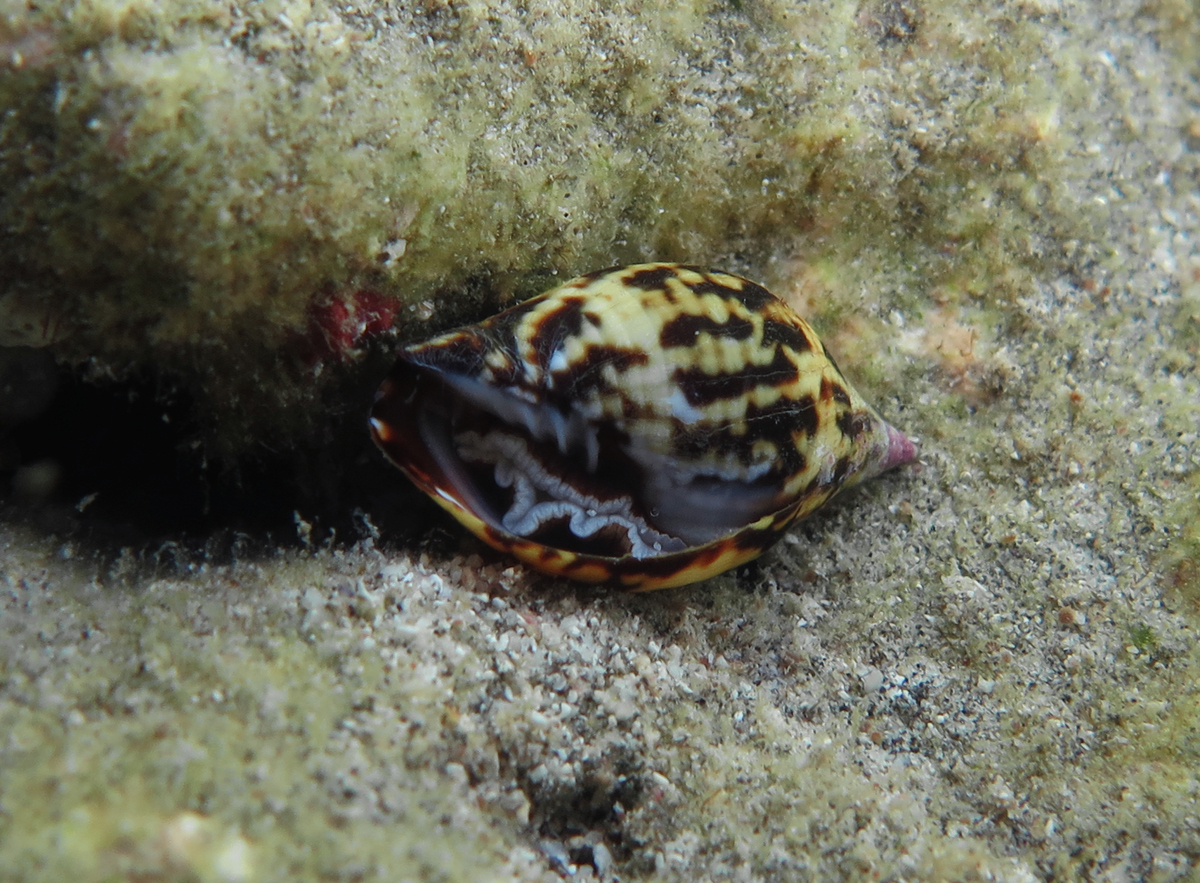
Mitra litterata vivante.

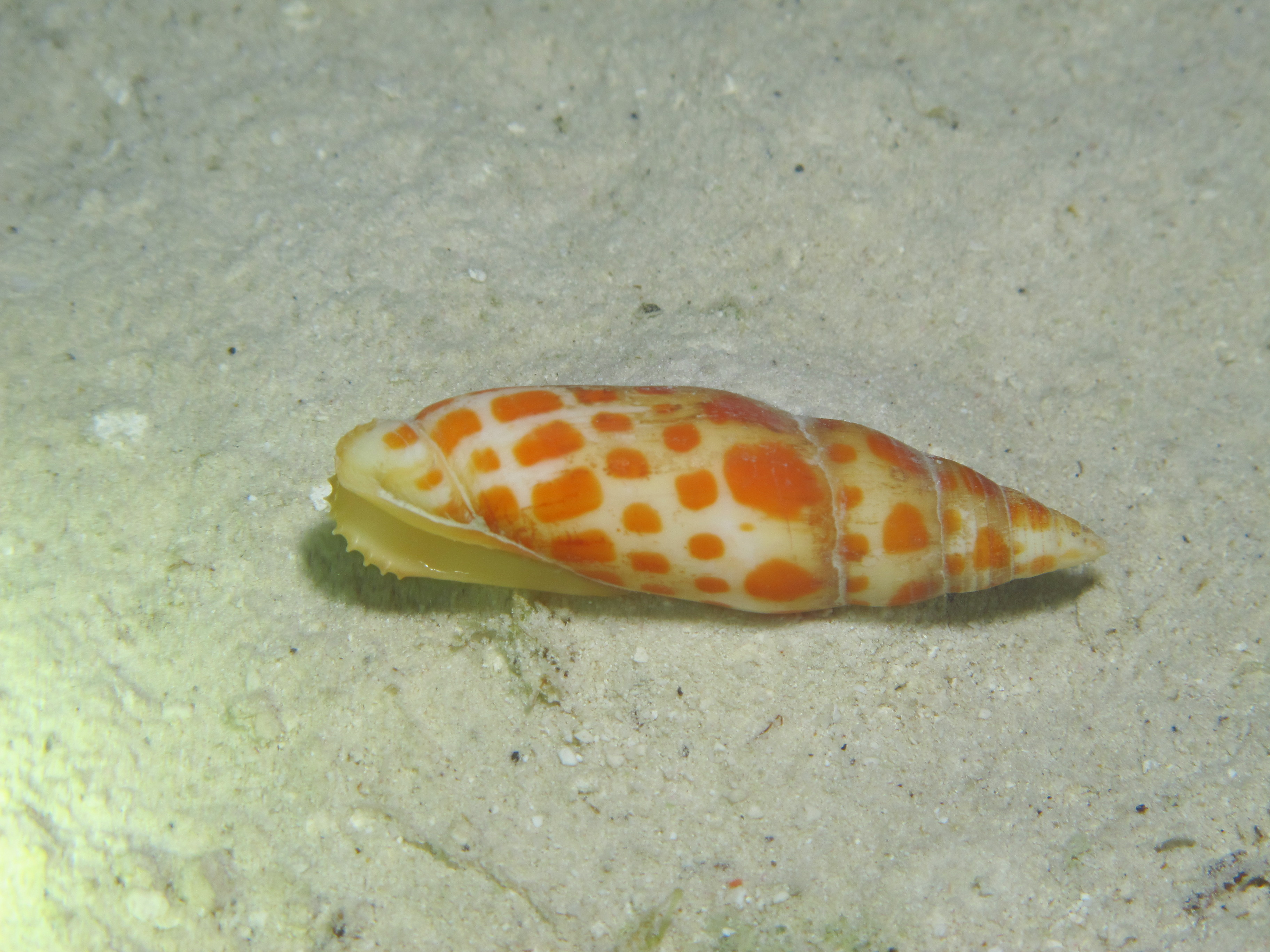
Mitra mitra in situ aux Maldives.

Ce genre est le genre-type de la famille des Mitridae : la plupart des espèces de cette famille ont jadis été rangées dans ce genre, avant d'être déplacées au gré des progrès des scientifiques dans la compréhension de ces animaux. Une vaste étude de 2018 propose ainsi de vider quasiment ce genre, ne laissant plus que 12 espèces actuelles.
Selon World Register of Marine Species (5 octobre 2018) :
- Mitra abbatis Perry, 1811
- Mitra deprofundis H. Turner, 2001
- Mitra fusiformis (Brocchi, 1814) †
- Mitra fusioides Lea, 1833 †
- Mitra granata Reeve, 1845
- Mitra hectori Hutton, 1905 †
- Mitra inca d'Orbigny, 1841
- Mitra magnifica Poppe & Tagaro, 2006
- Mitra mitra (Linnaeus, 1758)
- Mitra muricata (Broderip, 1836)
- Mitra papalis (Linnaeus, 1758)
- Mitra stictica (Link, 1807)
- Mitra subscrobiculata d'Orbigny, 1852 †
- Mitra turgida Reeve, 1845
- Mitra variabilis Reeve, 1844
- Mitra vezzaronellyae Cossignani, 2016

Selon World Register of Marine Species (7 mai 2016) (avant l'étude de 2018) :
- Mitra acuminata Swainson, 1824
- Mitra aerumnosa Melvill, 1888
- Mitra aikeni Lussi, 2009
- Mitra albina A. Adams, 1853
- Mitra albocarnea Bozzetti, 2016
- Mitra aliciae Poppe, Tagaro & Salisbury, 2009
- Mitra amaura Hervier, 1897
- Mitra ambigua Swainson, 1829
- Mitra ancillides Broderip, 1836
- Mitra antillensis Dall, 1889
- Mitra arnoldeyasi Poppe, Tagaro & Salisbury, 2010
- Mitra assimilis Pease, 1868
- Mitra atjehensis Oostingh, 1939
- Mitra aurantia (Gmelin, 1791)
- Mitra auriculoides Reeve, 1845
- Mitra aurora Dohrn, 1861
- Mitra avenacea Reeve, 1845
- Mitra badia Reeve, 1844
- Mitra baerorum Poppe & Tagaro, 2010
- Mitra barbadensis (Gmelin, 1791)
- Mitra barbieri Poppe & Tagaro, 2006
- Mitra belcheri Hinds, 1843
- Mitra bellula A. Adams, 1853
- Mitra bernhardina Röding, 1798
- Mitra boucheti Cernohorsky, 1988
- Mitra bovei Keiner, 1838
- Mitra brinkae Salisbury & Kilburn, 1996
- Mitra brunetta Chino & Herrmann, 2015
- Mitra caliginosa Reeve, 1844
- Mitra carbonacea (Hinds, 1844)
- Mitra carbonaria Swainson, 1822
- Mitra cardinalis (Gmelin, 1791)
- Mitra catalinae (Dall, 1919)
- Mitra cernohorskyi (Rehder & Wilson, 1975)
- Mitra chalybeia Reeve, 1844
- Mitra chinensis Gray, 1834
- Mitra christinae Poppe, 2008
- Mitra chrysalis Reeve, 1844
- Mitra chrysostoma Broderip, 1836
- Mitra coarctata Reeve, 1844
- Mitra coffea Schubert & J. A. Wagner, 1829
- Mitra colombelliformis Kiener, 1838
- Mitra contracta Swainson, 1820
- Mitra cookii G. B. Sowerby II, 1874
- Mitra cornea Lamarck, 1811
- Mitra cornicula (Linnaeus, 1758)
- Mitra coronata Lamarck, 1811
- Mitra crassicostata G. B. Sowerby II, 1874
- Mitra crenata (Broderip, 1836)
- Mitra cucumerina Lamarck, 1811
- Mitra cuyosae Poppe, 2008
- Mitra damasomonteiroi Cossignani & Cossignani, 2007
- Mitra decurtata Reeve, 1844
- Mitra deprofundis Turner, 2001
- Mitra deynzeri Cernohorsky, 1980
- Mitra doliolum Küster, 1839
- Mitra dondani Cernohorsky, 1985
- Mitra dovpeledi Turner, 1997
- Mitra earlei Cernohorsky, 1977
- Mitra edentula Swainson, 1823
- Mitra edgari Poppe, Tagaro & Salisbury, 2009
- Mitra effusa Broderip, 1836
- Mitra eremitarum Röding, 1798
- Mitra esperancensis Marrow, 2013
- Mitra espinosai Sarasúa, 1978
- Mitra fasciolaris Deshayes in Laborde & Linant, 1834
- Mitra fastigium Reeve, 1845
- Mitra ferruginea Lamarck, 1811
- Mitra flavocingulata Lamy, 1938
- Mitra fraga Quoy & Gaimard, 1833
- Mitra fulgurita Reeve, 1844
- Mitra fultoni E. A. Smith, 1892
- Mitra fulvescens Broderip, 1836
- Mitra fusiformis (Brocchi, 1814) †
- Mitra fusioides Lea, 1833 †
- Mitra gabonensis Biraghi, 1984
- Mitra gausapata Reeve, 1845
- Mitra geigeri (Poppe, Tagaro & Salisbury, 2009)
- Mitra gilbertsoni (J. Cate, 1968)
- Mitra glabra Swainson, 1821
- Mitra glaphyria Turner, 2001
- Mitra gonatophora Sturany, 1903
- Mitra goreensis Melvill, 1925
- Mitra gourgueti Poppe, Salisbury & Tagaro, 2015
- Mitra gracilefragum Turner, 2007
- Mitra guttata Swainson, 1824
- Mitra hansturneri Guillot de Suduiraut E. & Guillot de Suduiraut E., 2009
- Mitra hayashii (Kira, 1959)
- Mitra hectori (Hutton, 1905) †
- Mitra heinickei Salisbury & Guillot de Suduiraut, 2003
- Mitra hilli Cernohorsky, 1976
- Mitra holkosa Li, Zhang & Li, 2005
- Mitra honkeri Poppe, Tagaro & Salisbury, 2009
- Mitra idae Melvill, 1893
- Mitra imperialis Röding, 1798
- Mitra inca d'Orbigny, 1841
- Mitra incompta (Lightfoot, 1786)
- Mitra inquinata Reeve, 1844
- Mitra joostei Lussi, 2009
- Mitra kantori Poppe, Tagaro & Salisbury, 2009
- Mitra kilburni Poppe, Tagaro & Salisbury, 2009
- Mitra labecula Herrmann & Dekkers, 2009
- Mitra lacunosa Reeve, 1844
- Mitra latruncularia Reeve, 1844
- Mitra leforti Turner, 2007
- Mitra lenhilli Petuch, 1988
- Mitra lens (Wood, 1828)
- Mitra leonardi Petuch, 1990
- Mitra lienardi Sowerby II, 1874
- Mitra litterata Lamarck, 1811
- Mitra lorenzi Poppe & Tagaro, 2006
- Mitra luctuosa A. Adams, 1853
- Mitra lugubris Swainson, 1821
- Mitra lussii Turner & Salisbury, 2007
- Mitra maesta Reeve, 1845
- Mitra magnifica Poppe & Tagaro, 2006
- Mitra manuellae T. Cossignani & V. Cossignani, 2006
- Mitra margaritatus Poppe, Tagaro & Salisbury, 2009
- Mitra marmorea Turner, 2007
- Mitra marrowi Turner, 2001
- Mitra midwayensis Kosuge, 1979
- Mitra mitra (Linnaeus, 1758)
- Mitra multiplicata (Pease, 1865)
- Mitra muricata (Broderip, 1836)
- Mitra nadayaoi Bozzetti, 1997
- Mitra nebulosa Broderip, 1836
- Mitra nigra (Gmelin, 1791)
- Mitra nivea (Broderip, 1836)
- Mitra nodulosa (Gmelin, 1791)
- Mitra nubila (Gmelin, 1791)
- Mitra oliverai Poppe, 2008
- Mitra orientalis Griffith & Pidgeon, 1834
- Mitra pallida Nowell-Usticke, 1959
- Mitra papalis (Linnaeus, 1758)
- Mitra paupercula (Linnaeus, 1758)
- Mitra peculiaris Reeve, 1845
- Mitra pele Cernohorsky, 1970
- Mitra pellisserpentis Reeve, 1844
- Mitra perdulca Poppe, Tagaro & Salisbury, 2009
- Mitra peterclarksoni Marrow, 2013
- Mitra pica (Dillwyn, 1817)
- Mitra picta Reeve, 1844
- Mitra poppei Guillot de Suduiraut, 2000
- Mitra proscissa Reeve, 1844
- Mitra pseudobovei T. Cossignani & V. Cossignani, 2005
- Mitra pudica Pease, 1860
- Mitra puncticulata Lamarck, 1811
- Mitra punctostriata A. Adams, 1855
- Mitra pyramis (Wood, 1828)
- Mitra raphaeli Drivas & Jay, 1990
- Mitra retusa Lamarck, 1811
- Mitra rinaldii Turner, 1993
- Mitra rosacea Reeve, 1845
- Mitra roselineae Martin & Salisbury, 2013
- Mitra rossiae Reeve, 1844
- Mitra rubiginosa Reeve, 1844
- Mitra rubritincta Reeve, 1844
- Mitra rueppellii Reeve, 1844
- Mitra rupicola Reeve, 1844
- Mitra salva Turner, 2001
- Mitra sanguinolenta Lamarck, 1811
- Mitra sarinoae Poppe, 2008
- Mitra sarmientoi Poppe, 2008
- Mitra schepmani Salisbury & Guillot de Suduiraut, 2003
- Mitra scutulata (Gmelin, 1791)
- Mitra semiferruginea Reeve, 1845
- Mitra semigranosa Martens, 1897
- Mitra semperi Poppe, Tagaro & Salisbury, 2009
- Mitra silviae Turner, 2007
- Mitra slacksmithae Marrow, 2013
- Mitra solanderi Reeve, 1844
- Mitra solida Reeve, 1844
- Mitra sophiae Crosse, 1862
- Mitra sowerbyi d'Orbigny, 1852
- Mitra sphoni Shasky & Campbell, 1964
- Mitra stictica (Link, 1807)
- Mitra strongae Poppe, Tagaro & Salisbury, 2009
- Mitra structilis Herrmann & Salisbury, 2013
- Mitra subflava (Kuroda & Habe, 1971)
- Mitra subruppeli Finlay, 1927
- Mitra suturata Reeve, 1845
- Mitra swainsonii Broderip, 1836
- Mitra tabanula Lamarck, 1811
- Mitra tabida Herrmann & Salisbury, 2013
- Mitra tagaroae Poppe, 2008
- Mitra telescopium Reeve, 1844
- Mitra terryni Poppe, 2008
- Mitra testacea Broderip, 1836
- Mitra thachi Turner, 2007
- Mitra ticaonica Reeve, 1844
- Mitra triplicata Martens, 1904
- Mitra tristis Broderip, 1836
- Mitra tuberosa Reeve, 1845
- Mitra turgida Reeve, 1845
- Mitra typha Reeve, 1845
- Mitra ulala Garcia, 2011
- Mitra ustulata Reeve, 1844
- Mitra variabilis Reeve, 1844
- Mitra vexillum Reeve, 1844
- Mitra vultuosa Reeve, 1845
- Mitra wareni Poppe, Tagaro & Salisbury, 2009
- Mitra willani Poppe, Tagaro & Salisbury, 2009
- Mitra yayanae Huang, 2011
- Mitra zonata Marryat, 1819

## Galerie

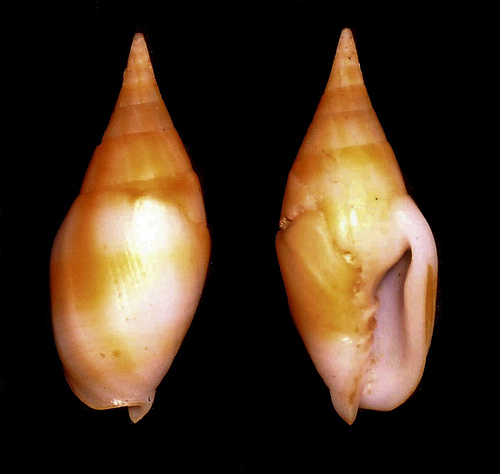
Mitra acuminata
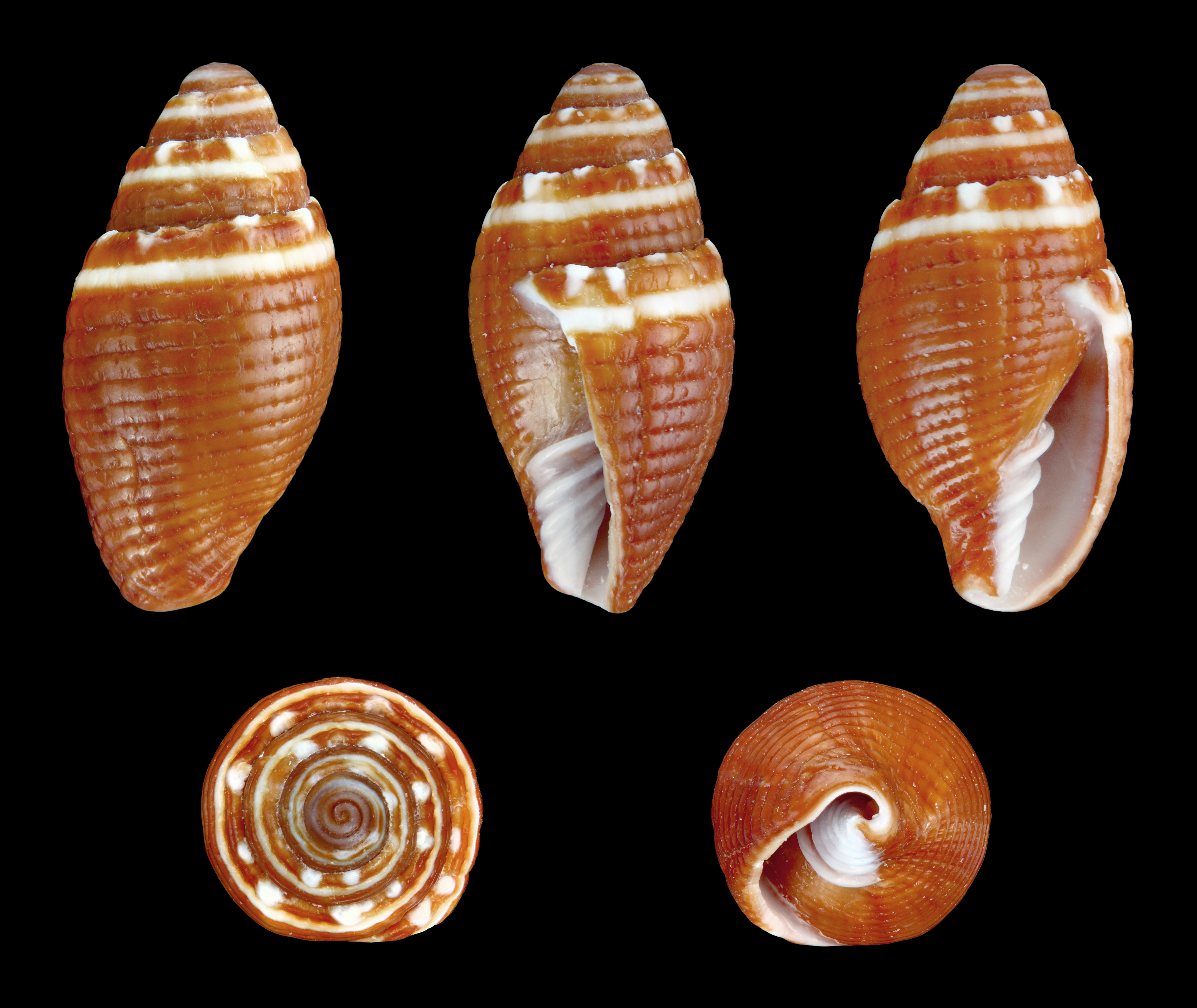
Mitra aurantia aurantia f. nanus
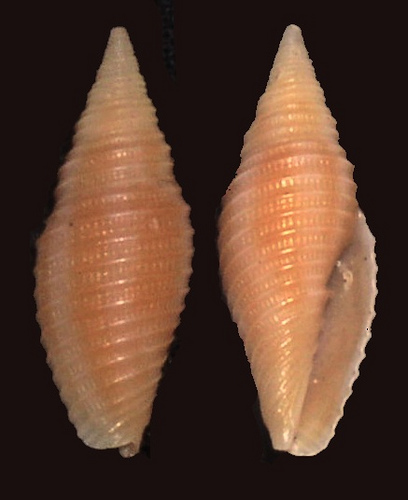
Mitra avenacea
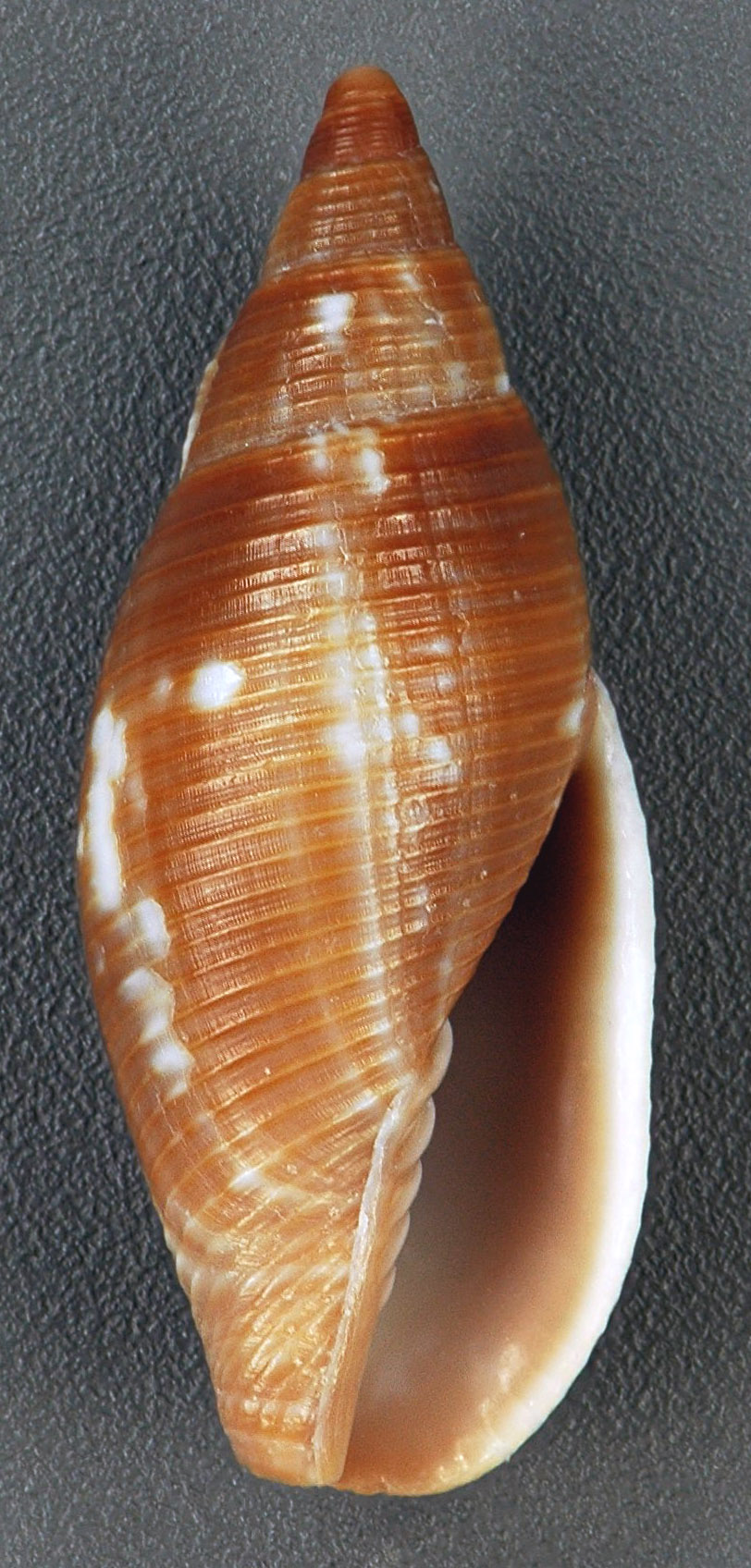
Mitra barbadensis
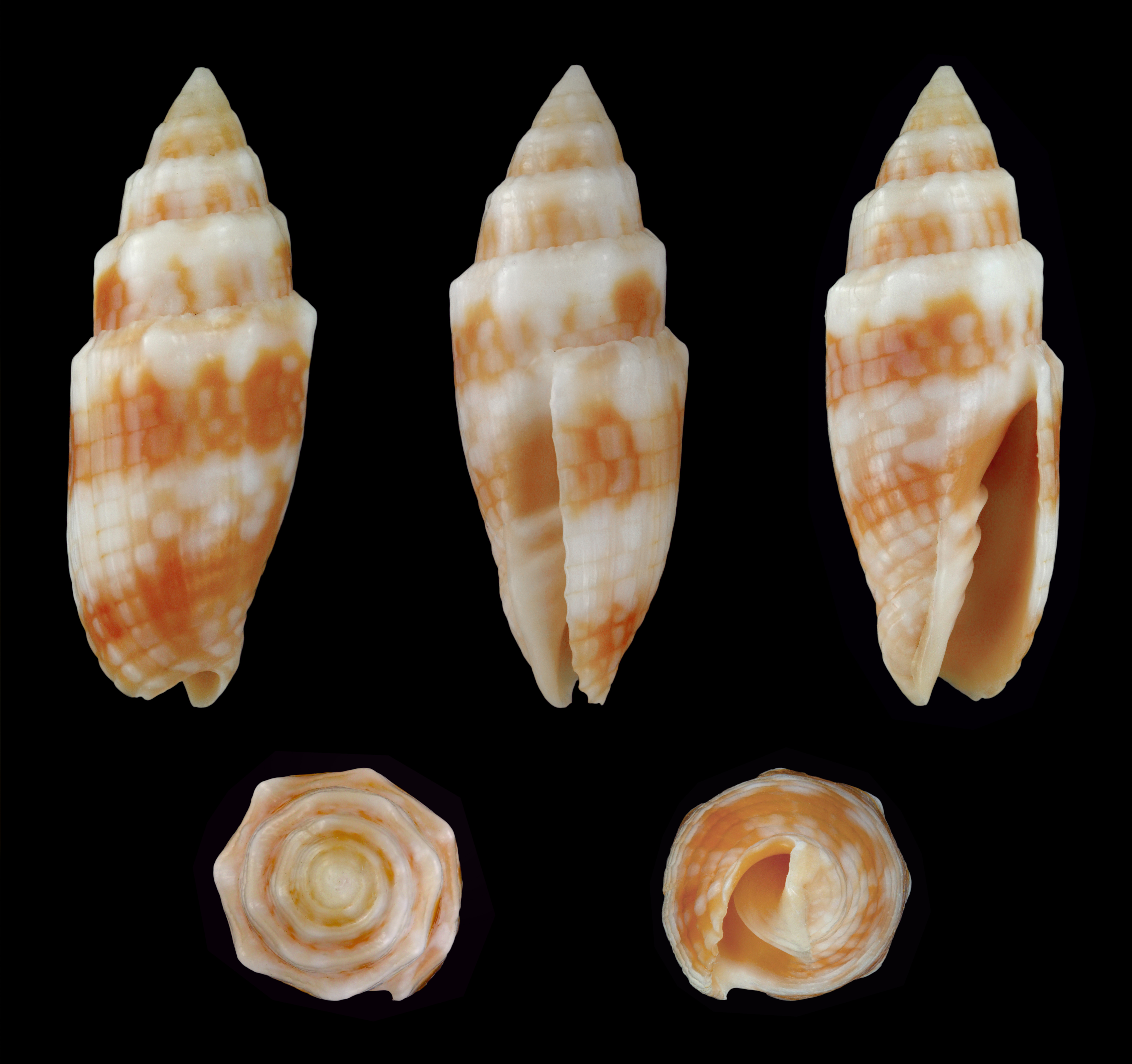
Mitra bovei
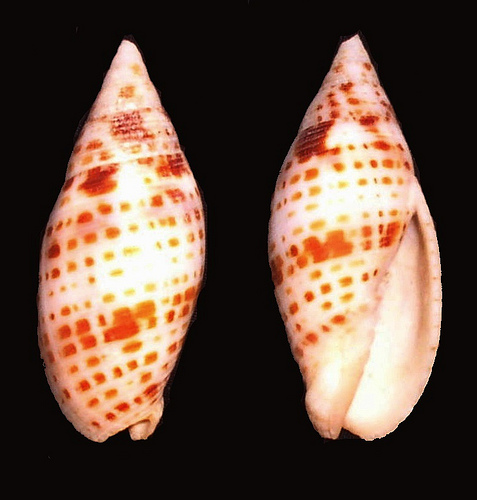
Mitra cardinalis
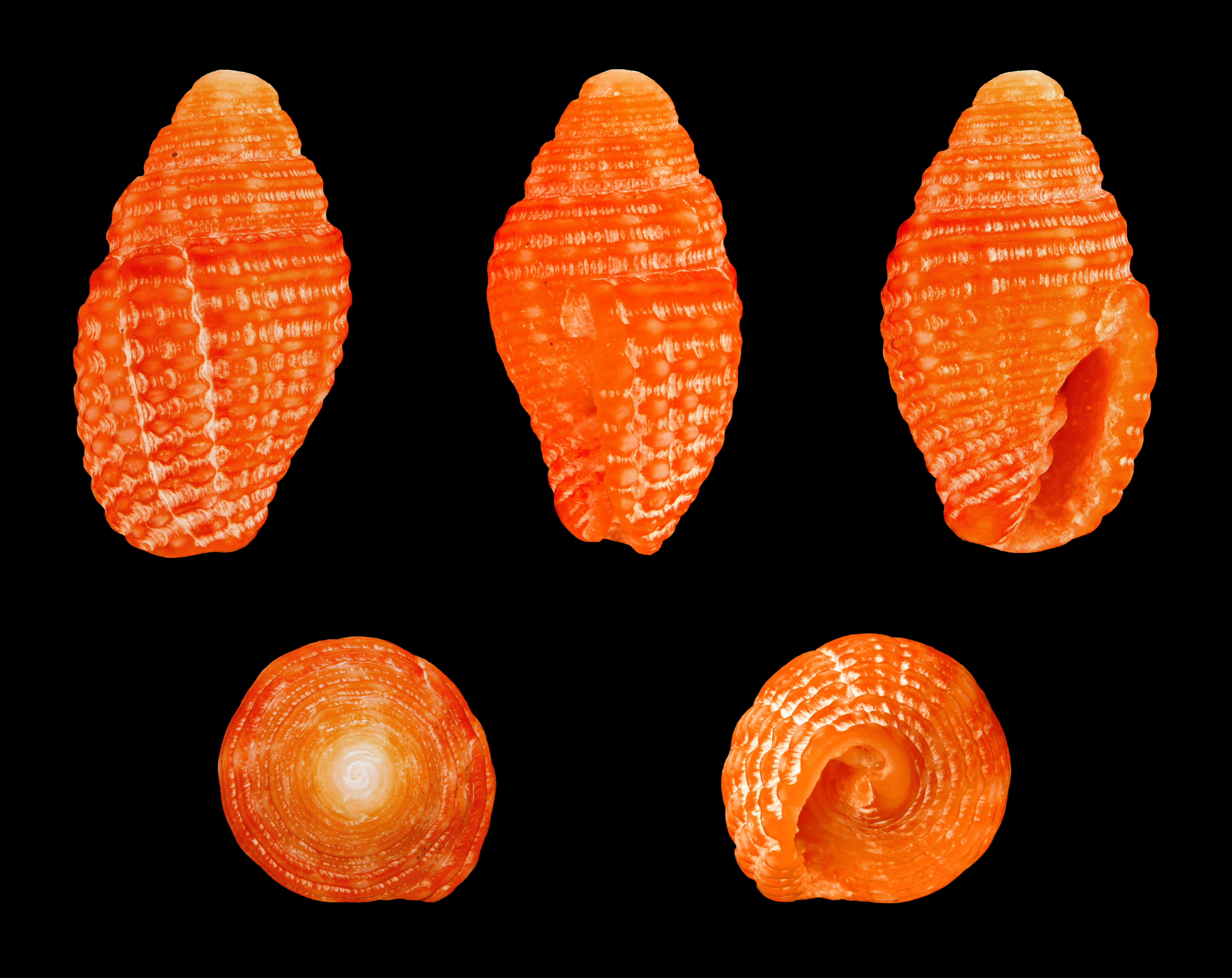
Mitra chrysalis
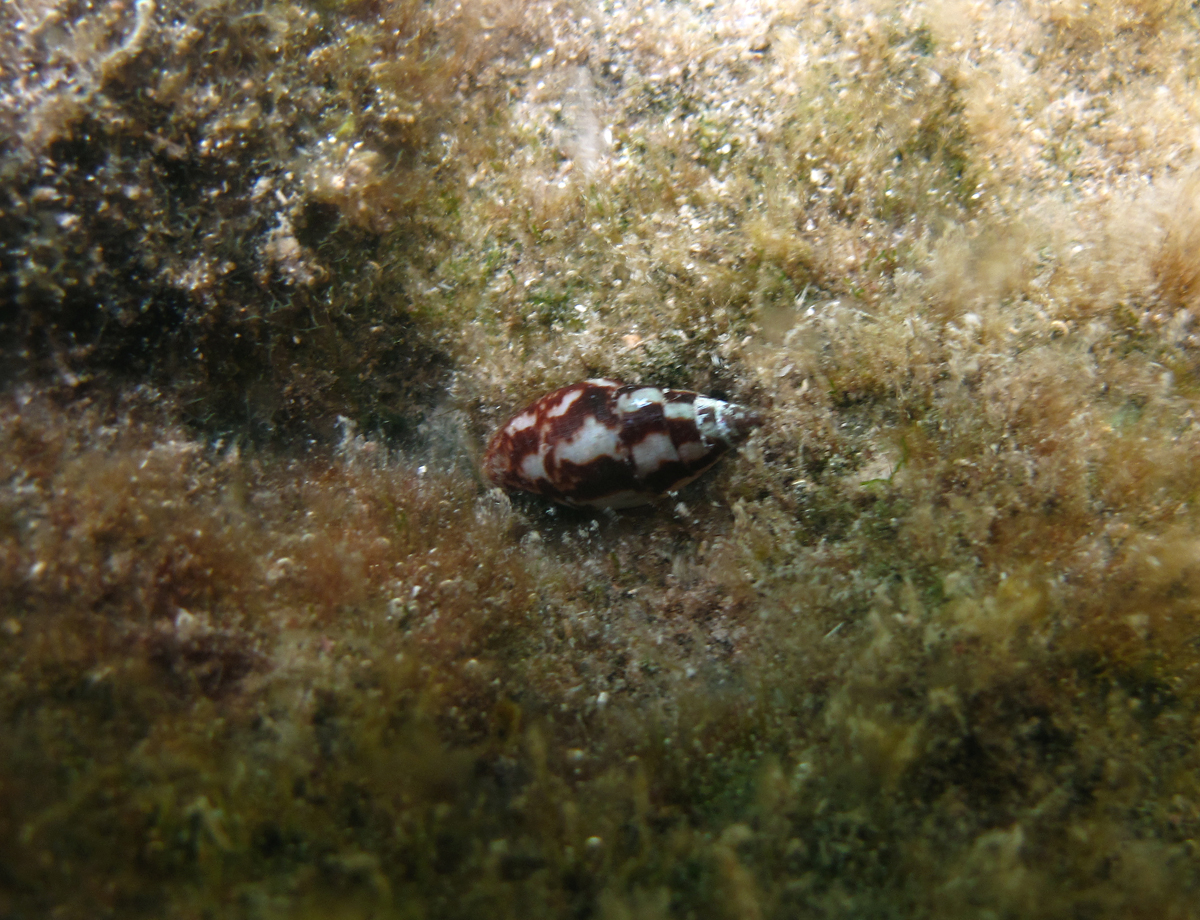
Mitra chrysostoma
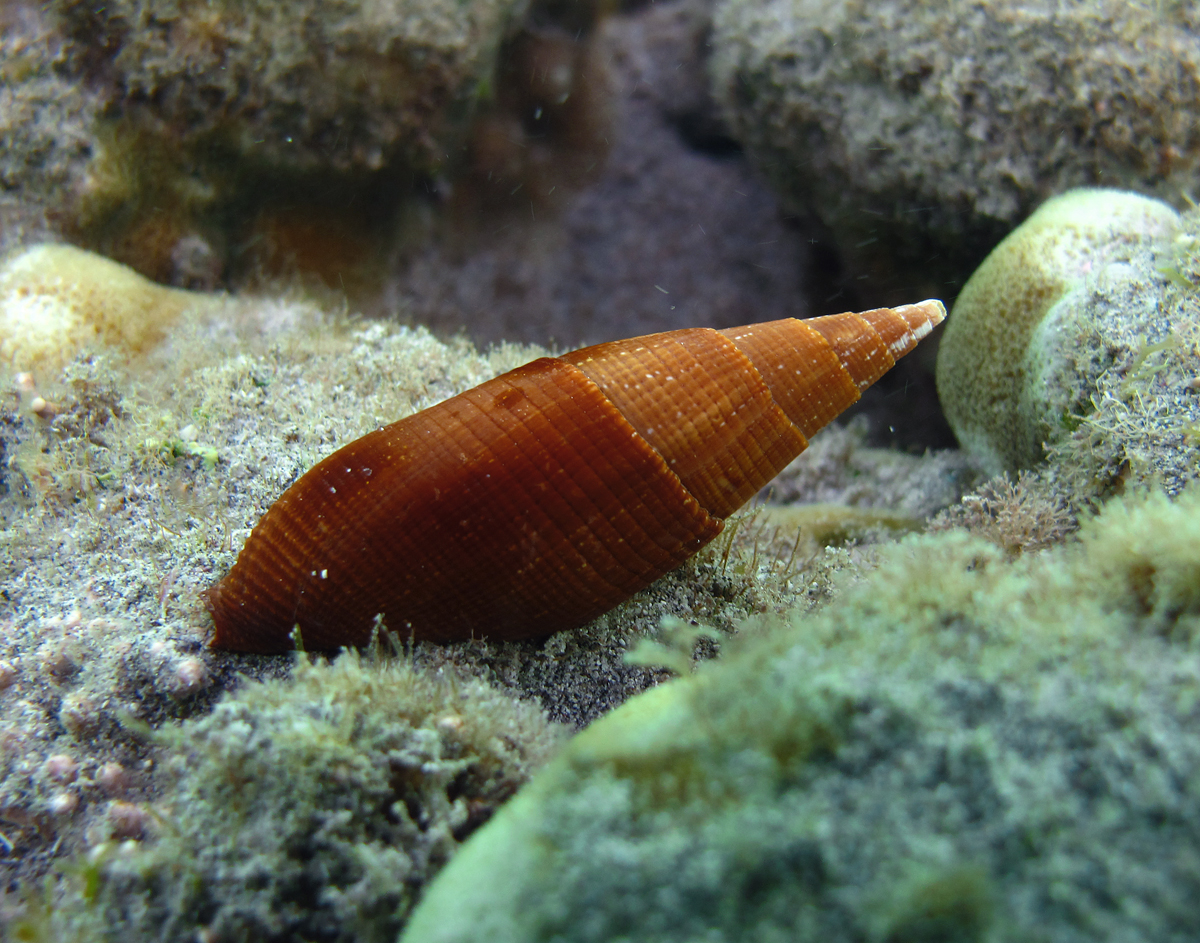
Mitra coffea
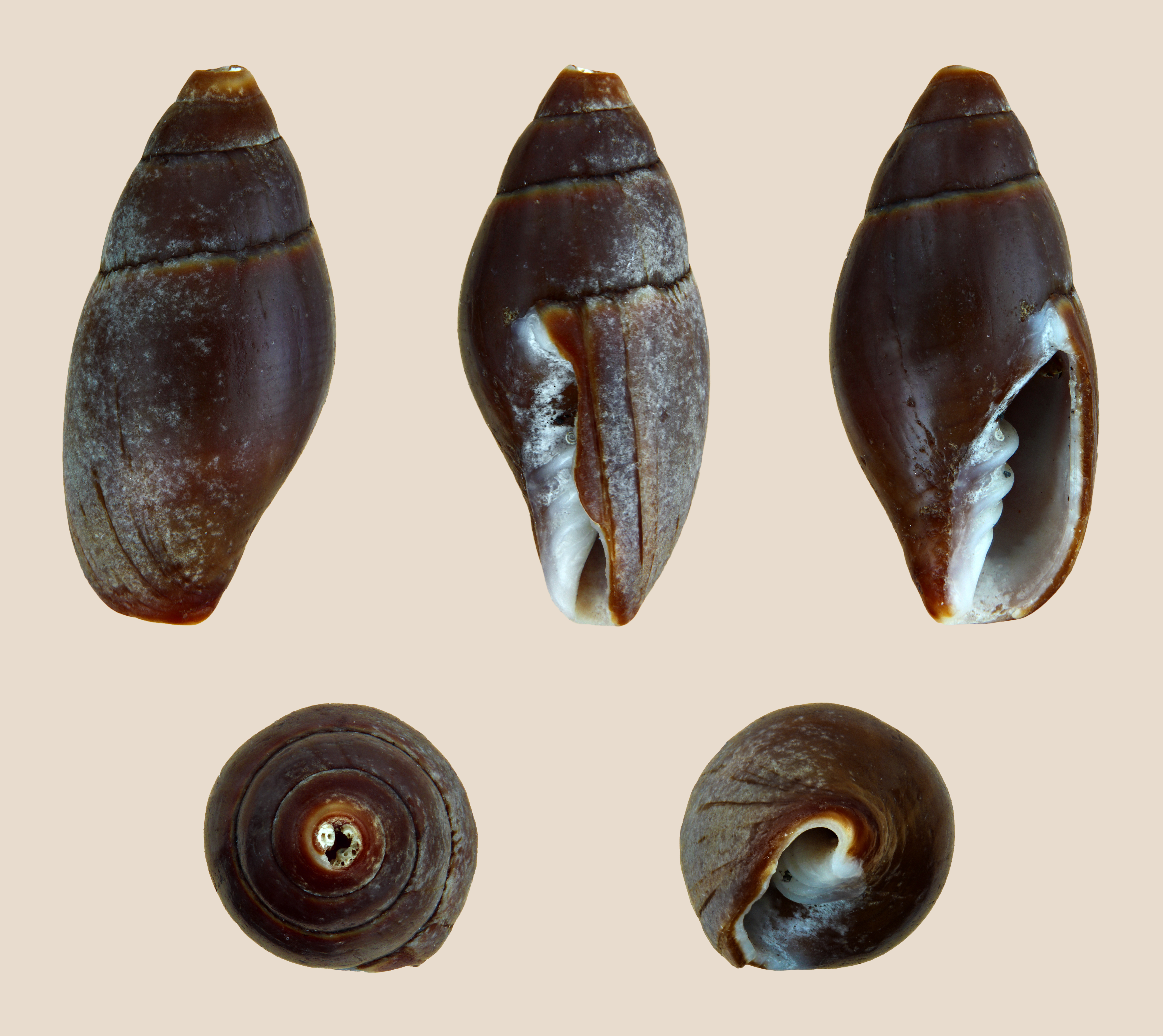
Mitra cornea
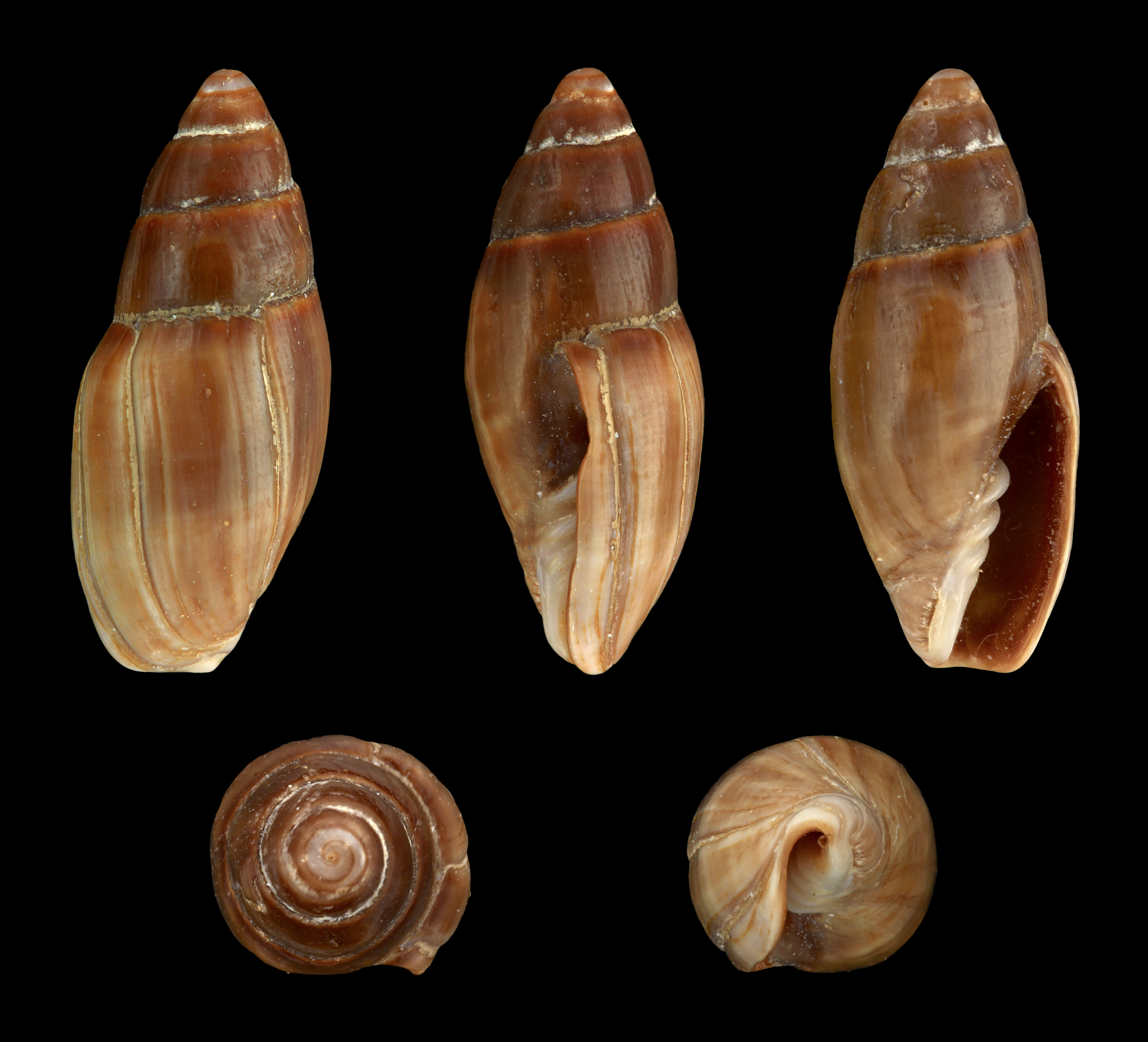
Mitra cornicula
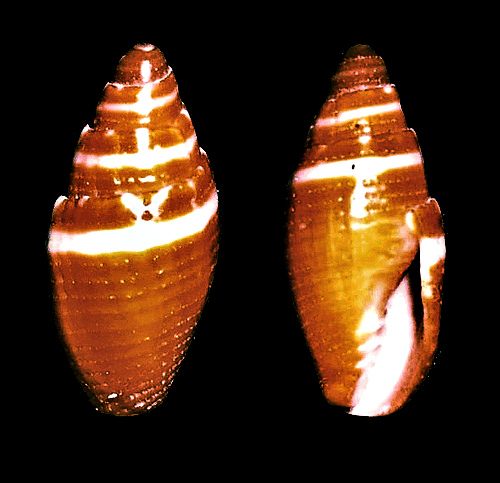
Mitra coronata
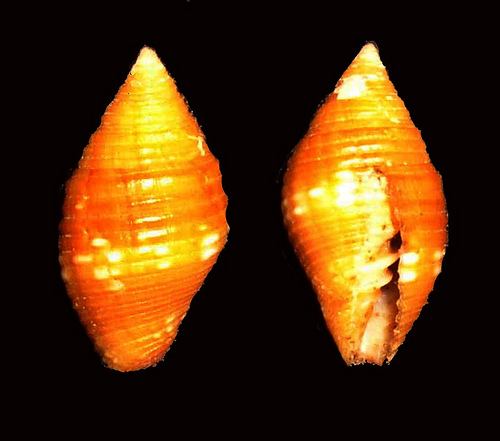
Mitra cucumerina
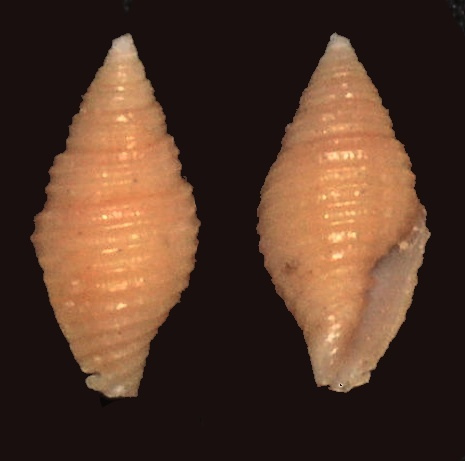
Vexillum doliolum
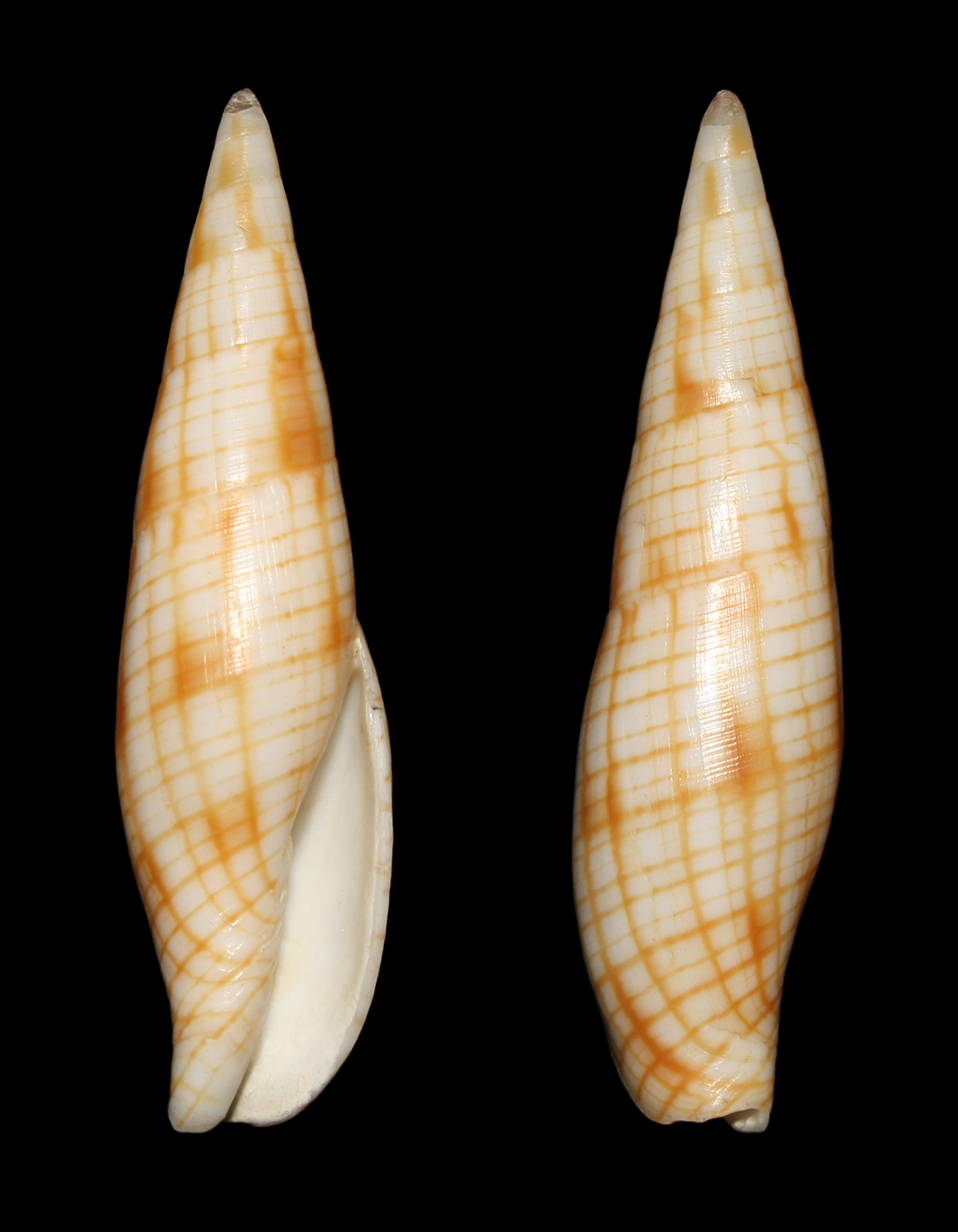
Mitra dondani
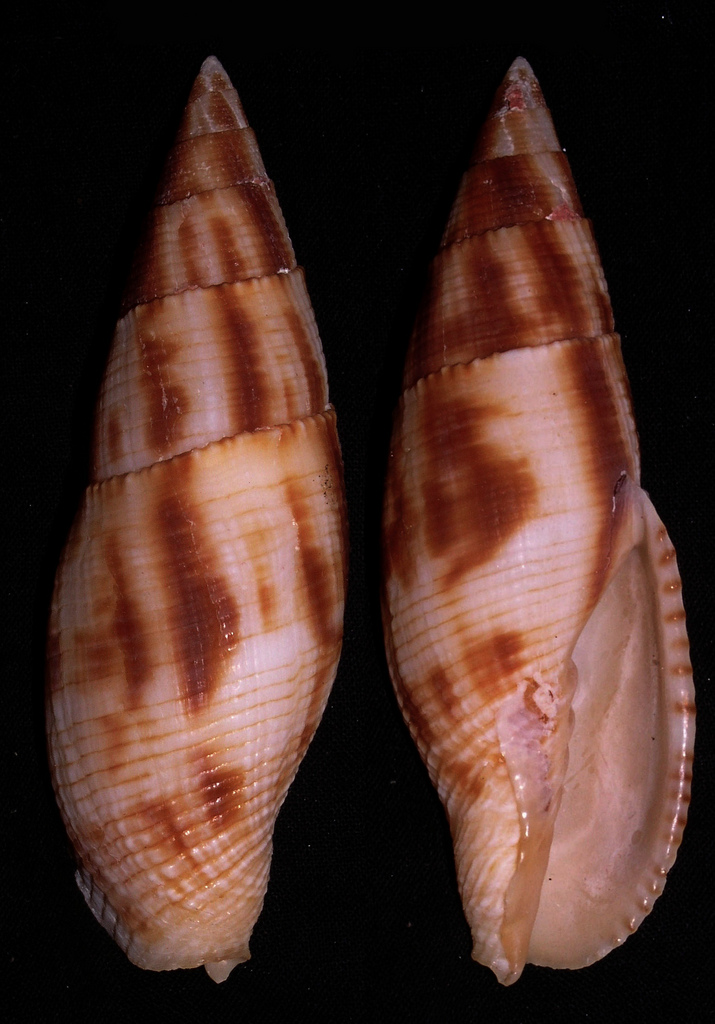
Mitra eremitarum
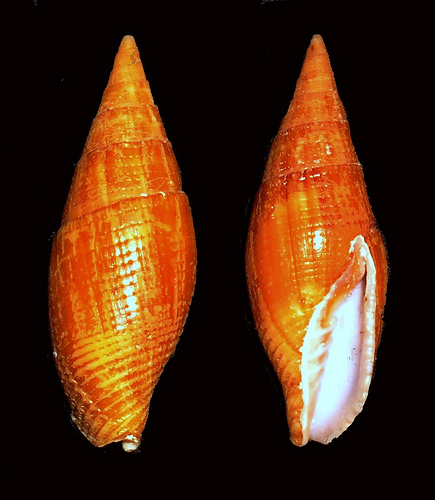
Mitra fulvescens
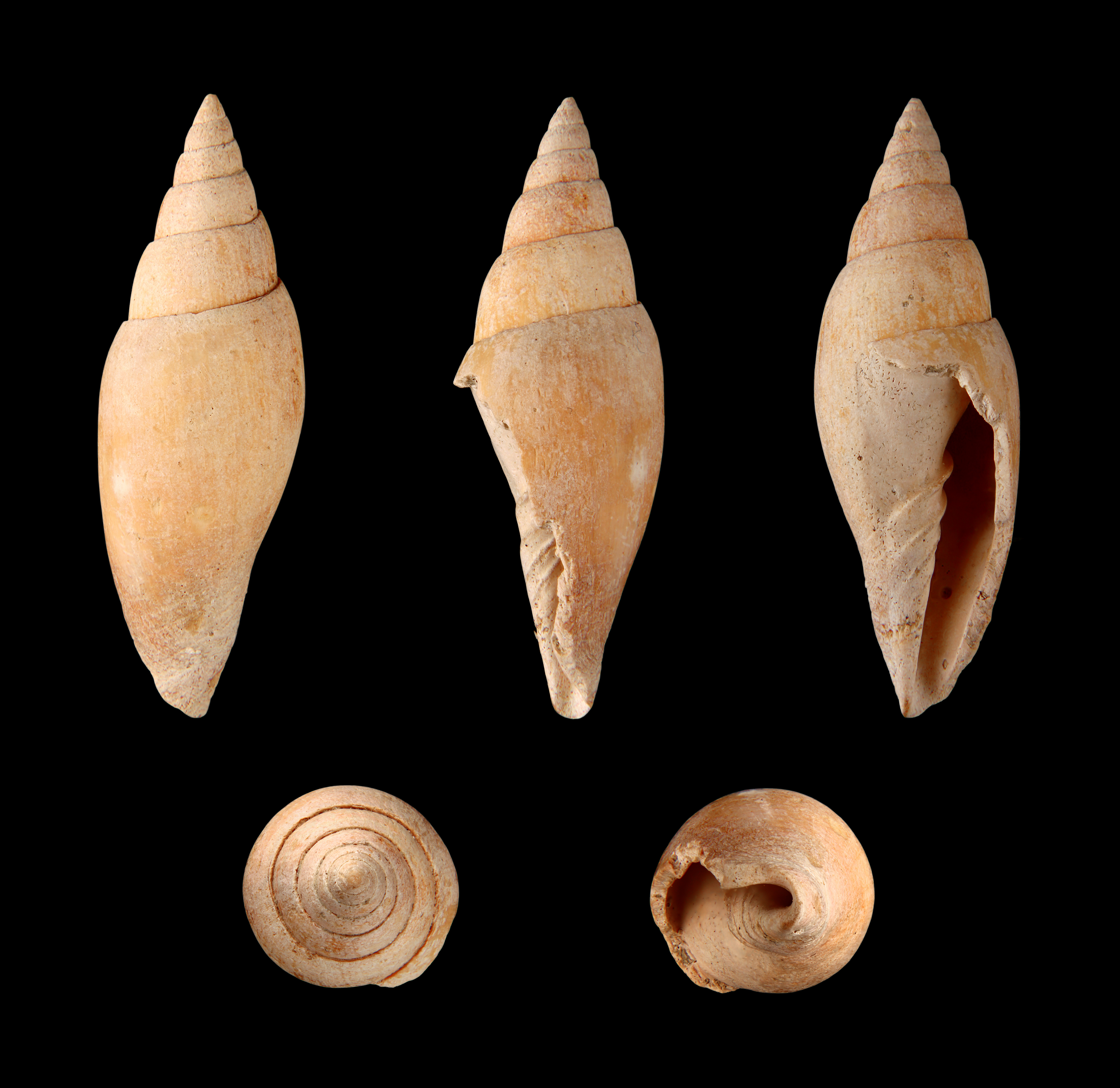
Mitra fusiformis fusiformis
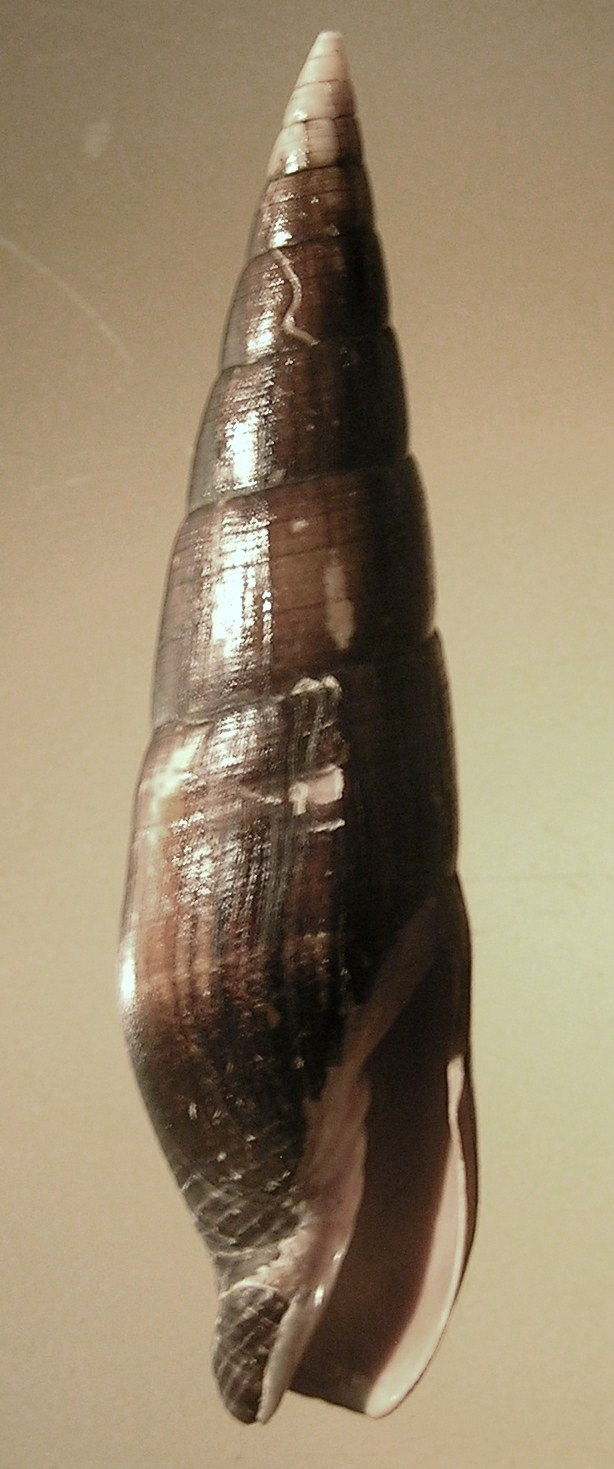
Mitra glabra
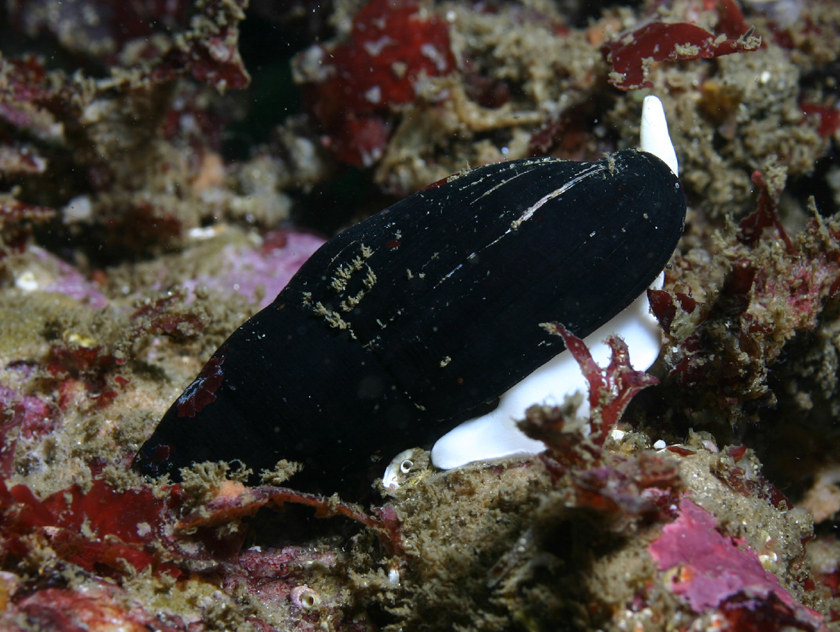
Mitra idae
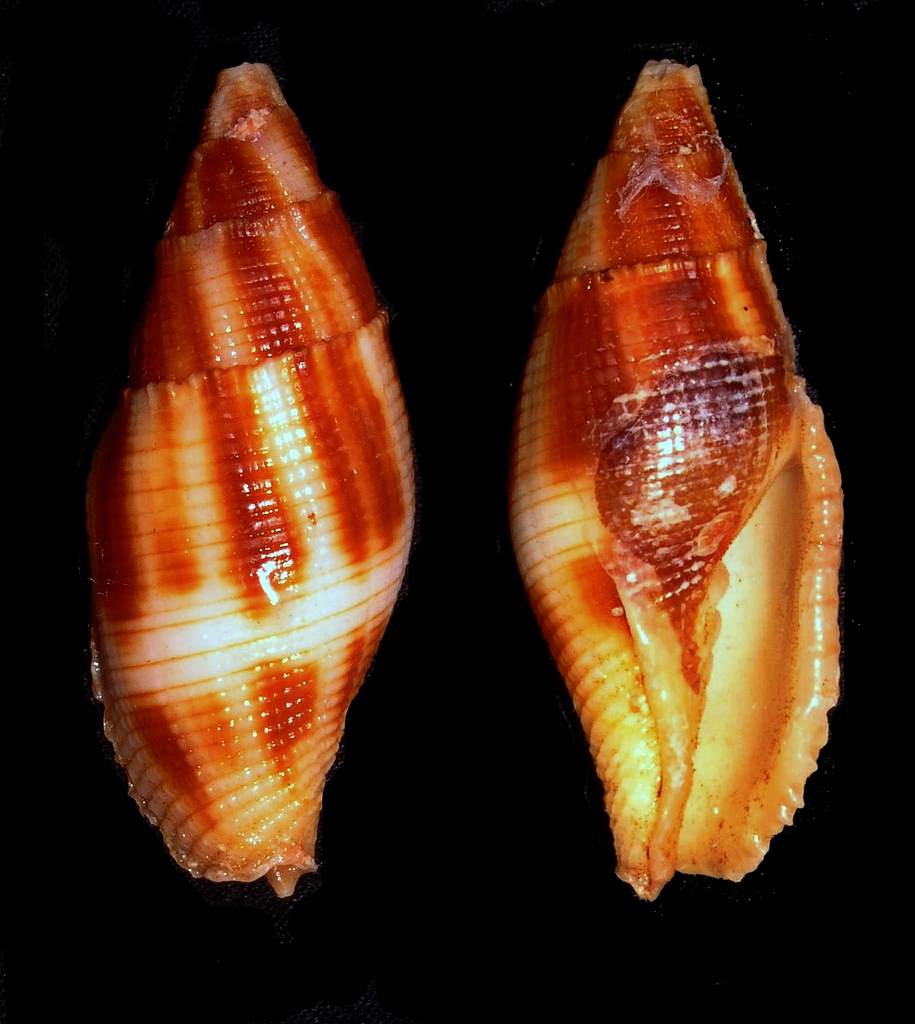
Mitra imperialis
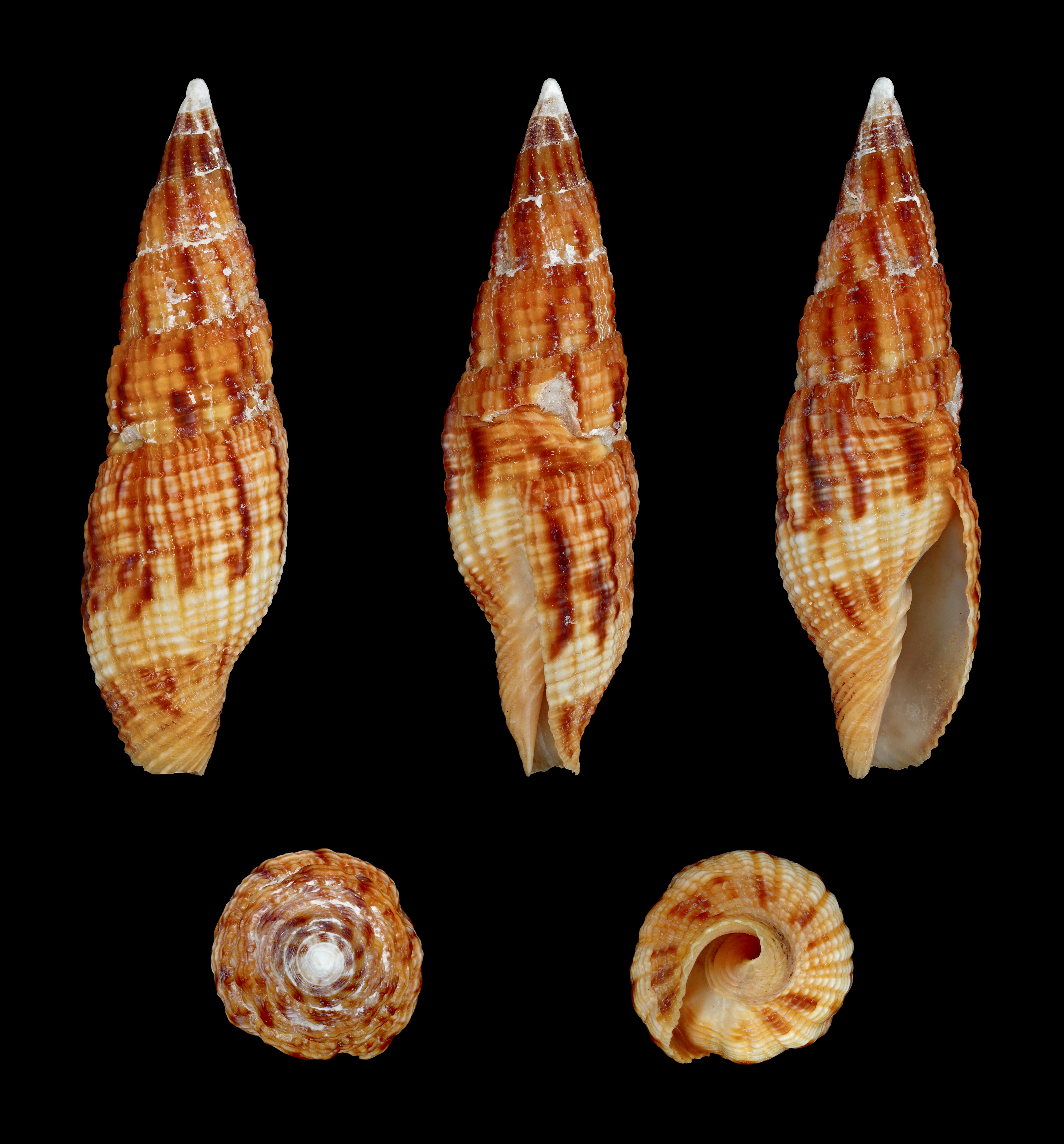
Mitra incompta
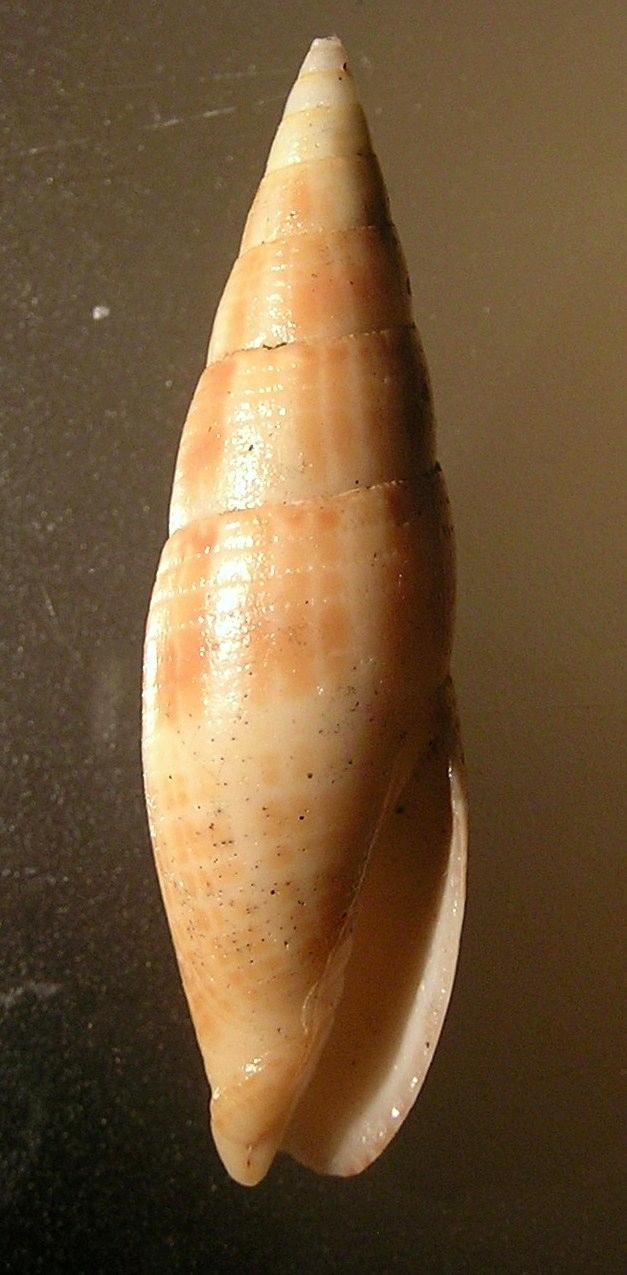
Mitra inquinata
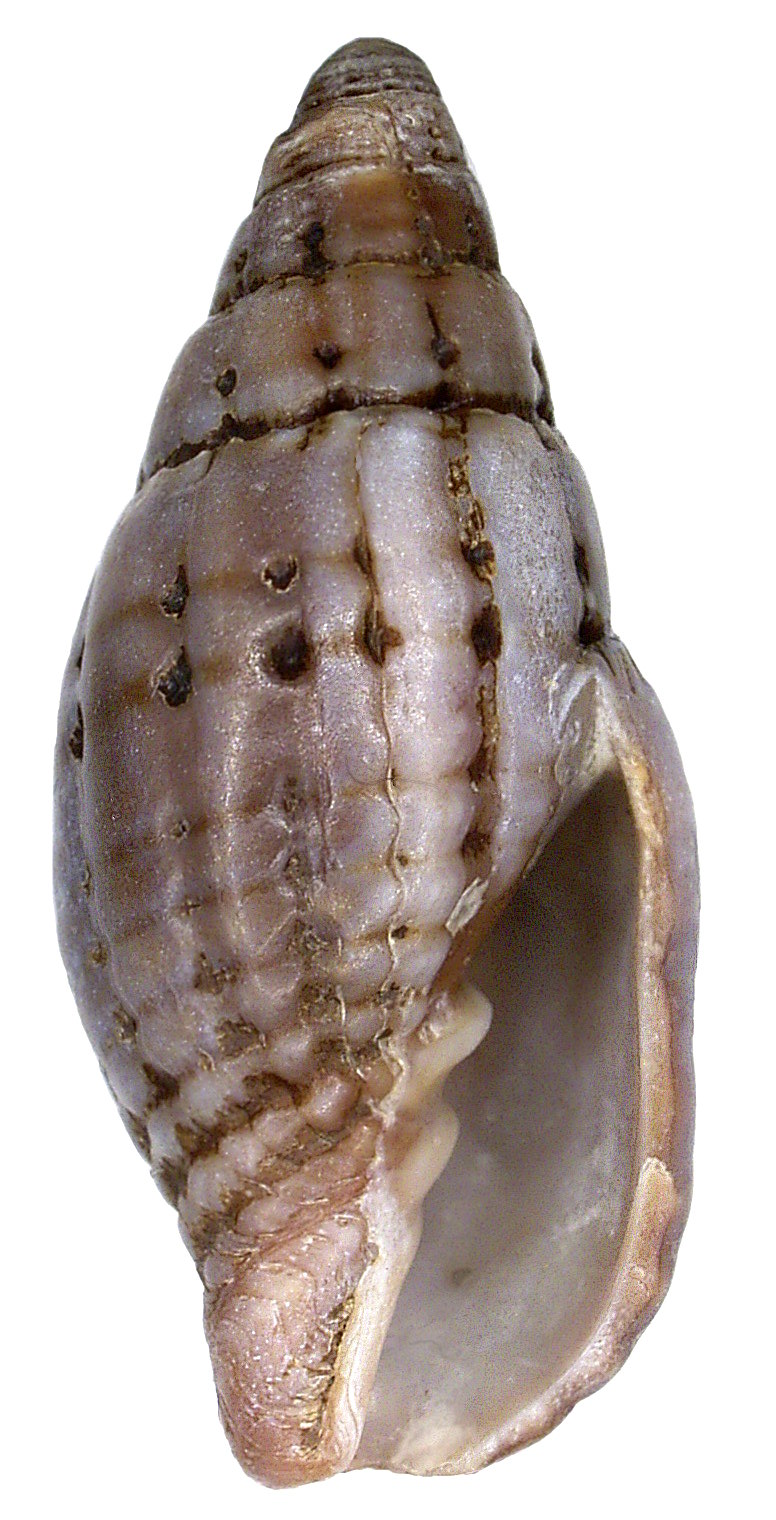
Mitra lens
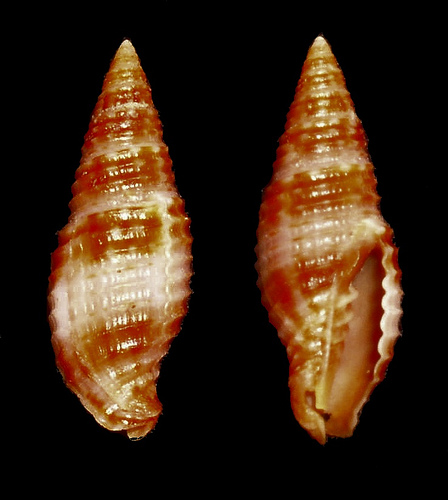
Mitra lienardi
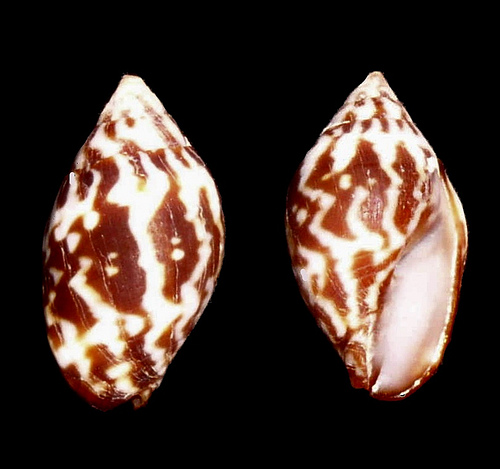
Mitra litterata
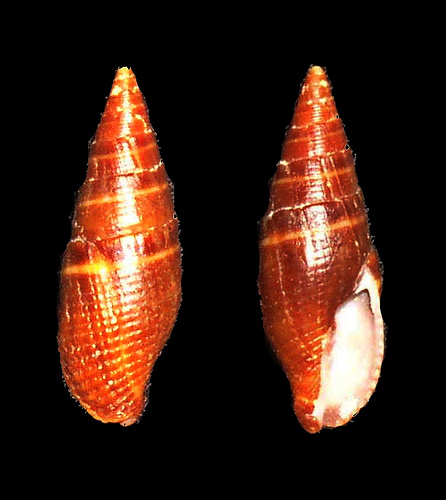
Mitra luctuosa
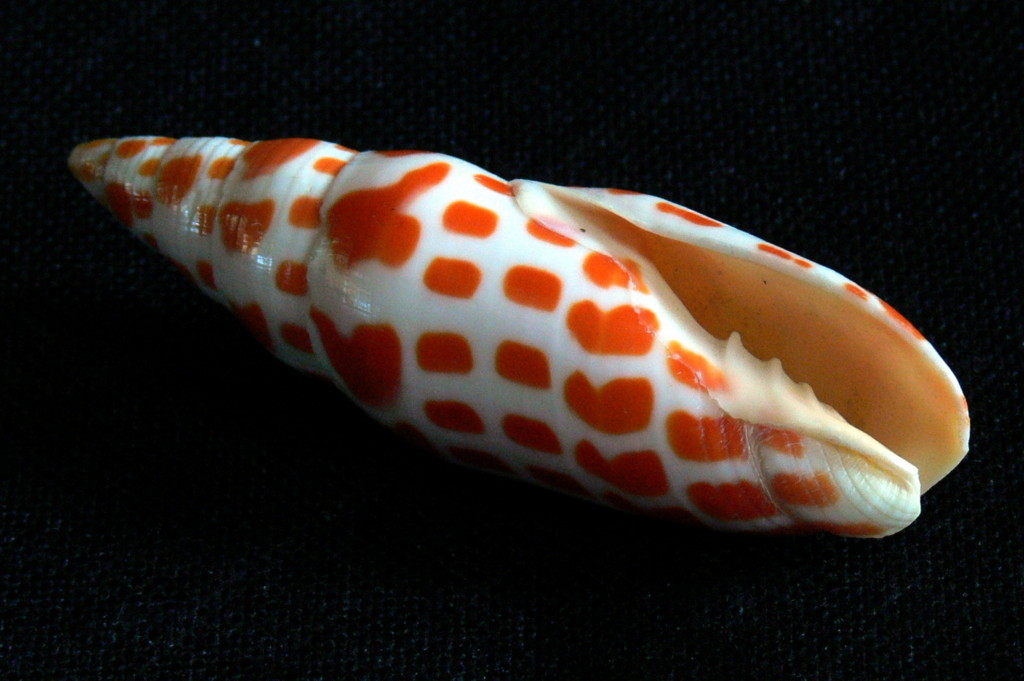
Mitra mitra
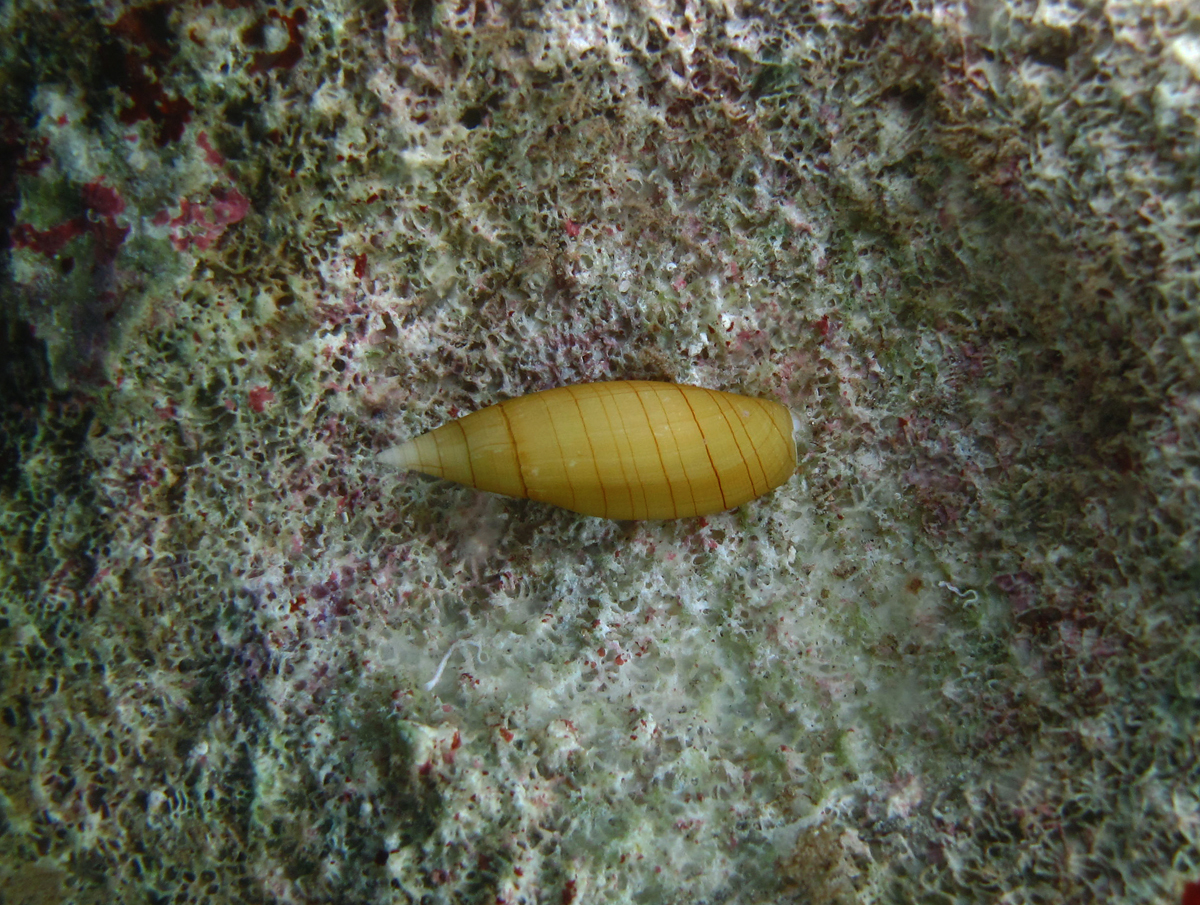
Mitra multiplicata
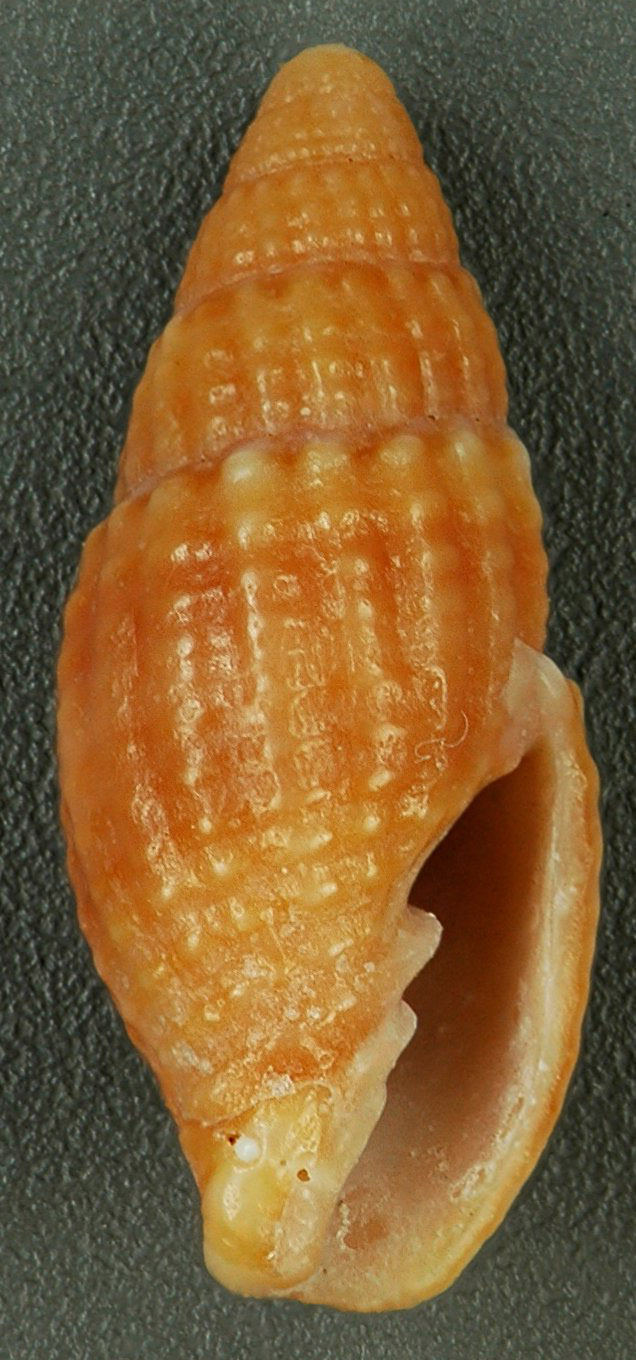
Mitra nodulosa
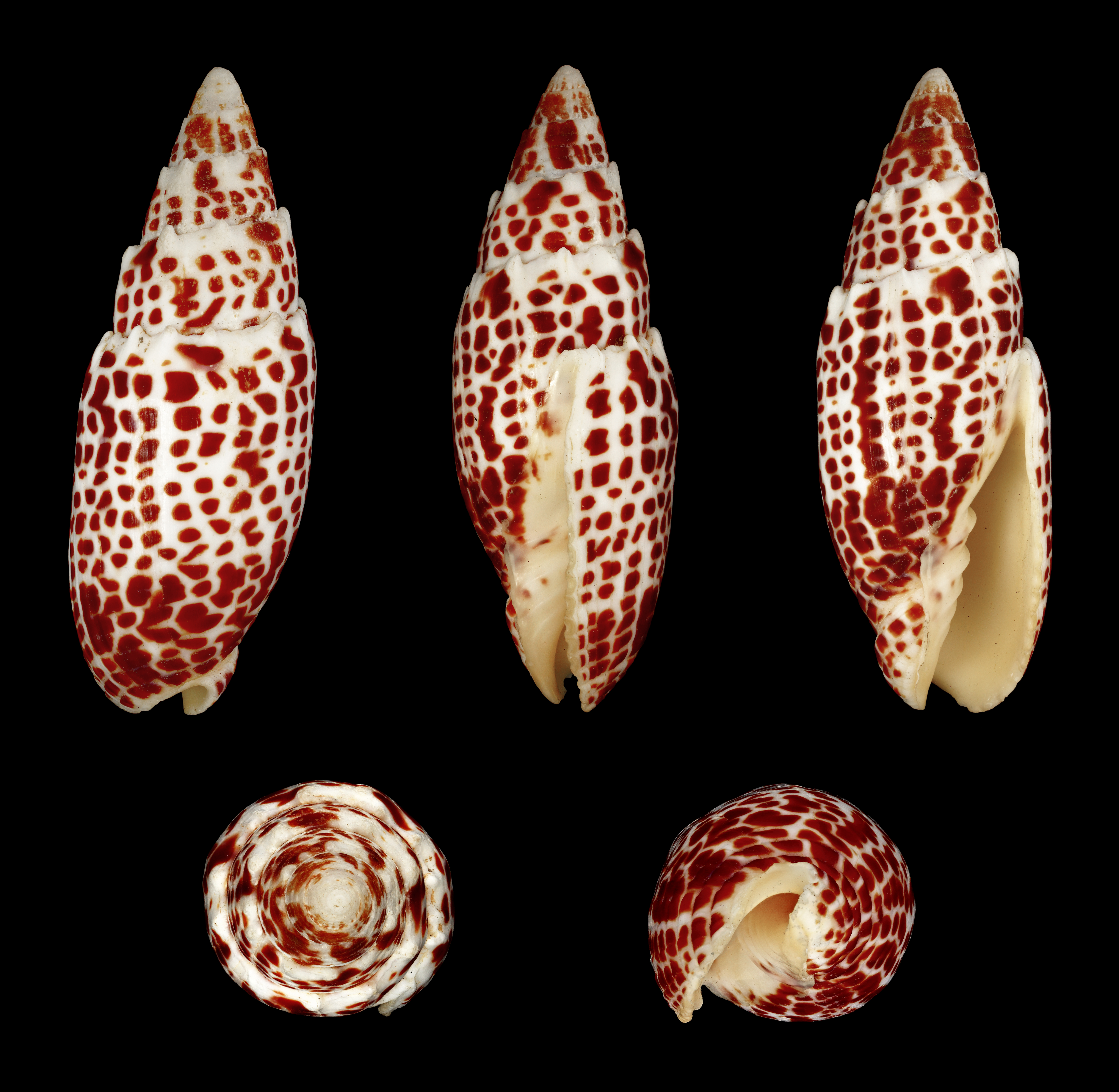
Mitra papalis
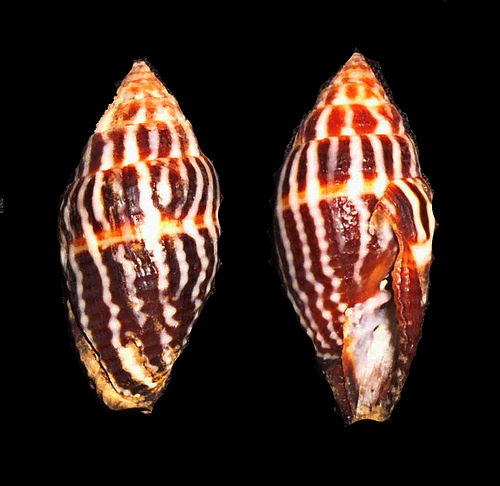
Mitra paupercula
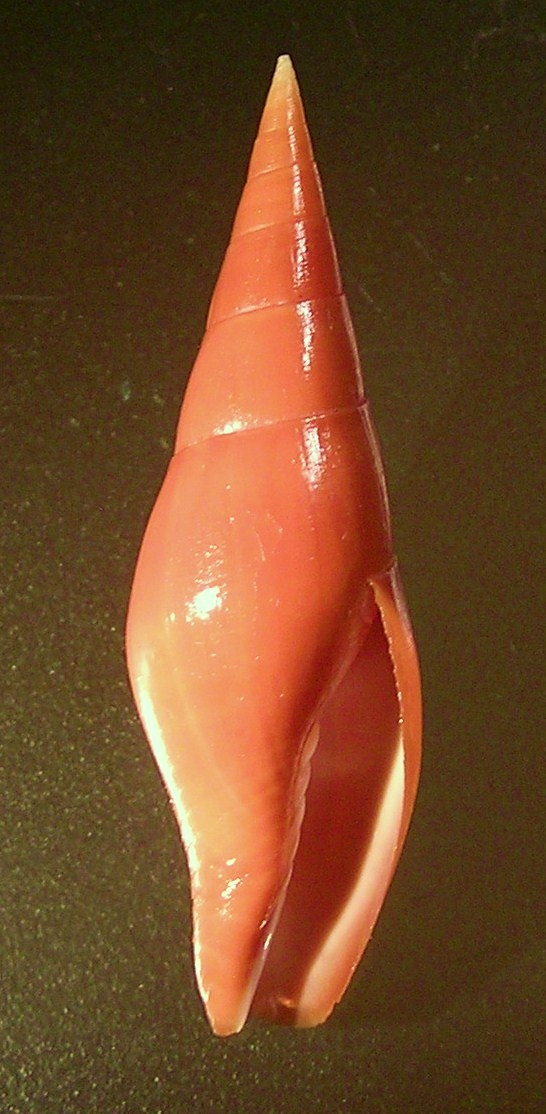
Mitra pele
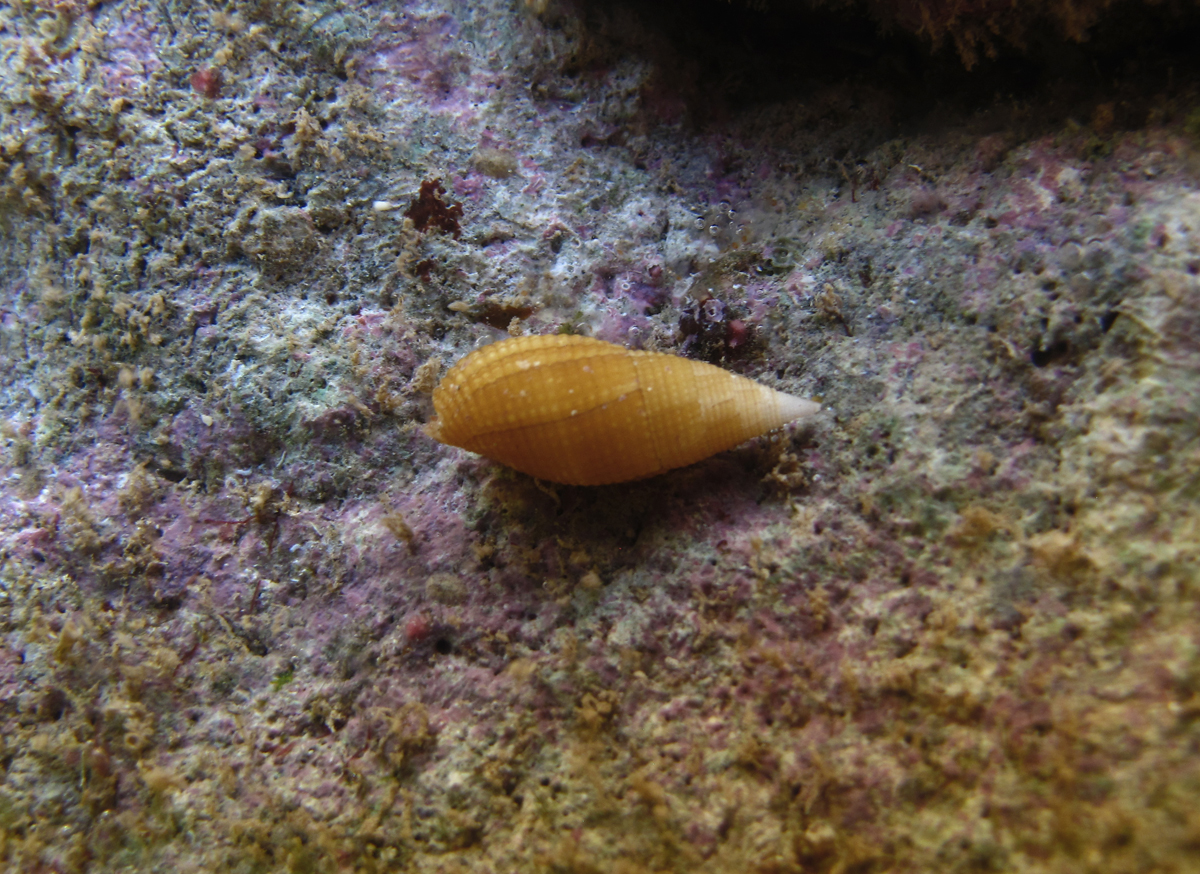
Mitra pelliserpentis (ou boucheti)
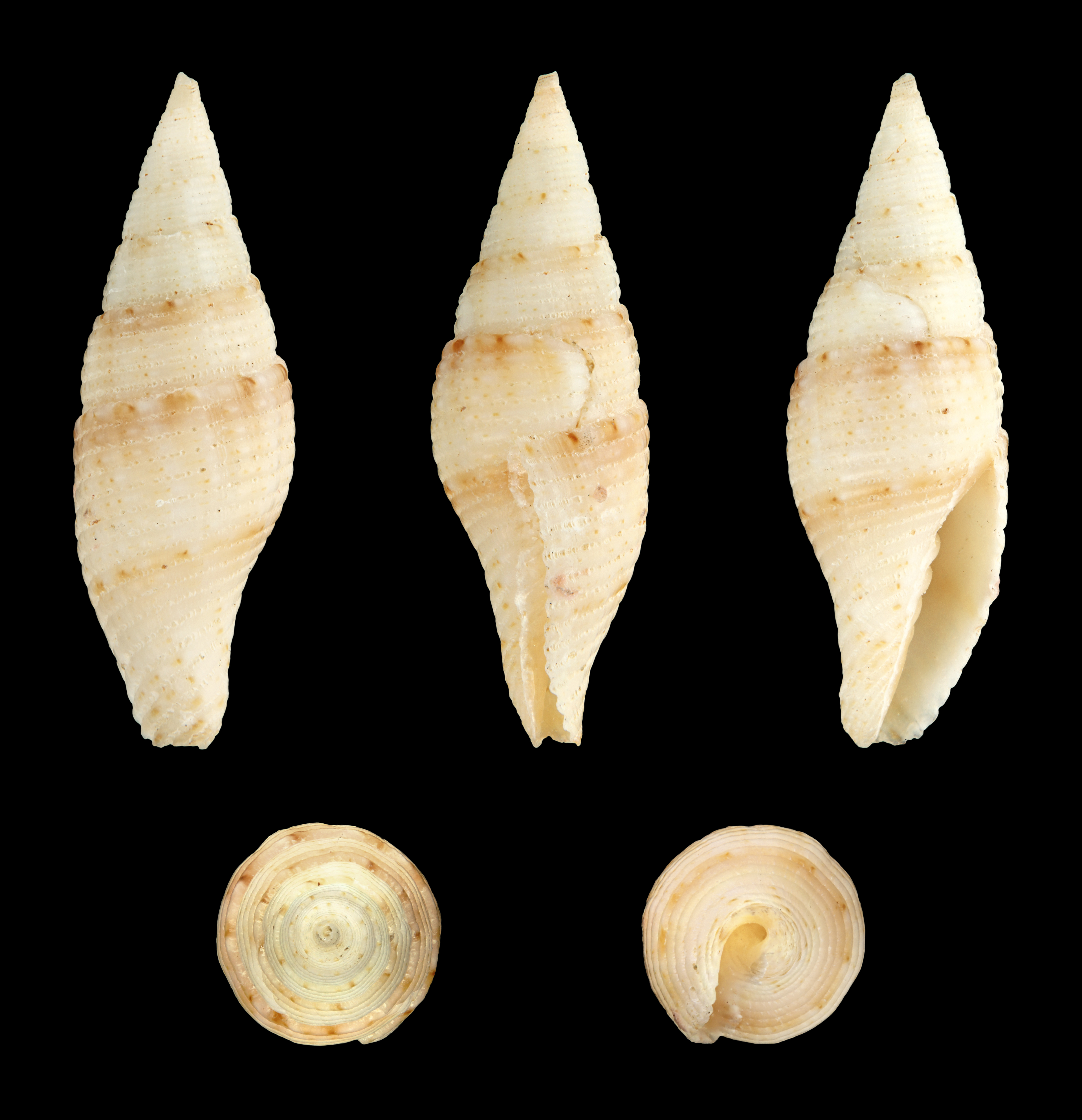
Mitra perdulca
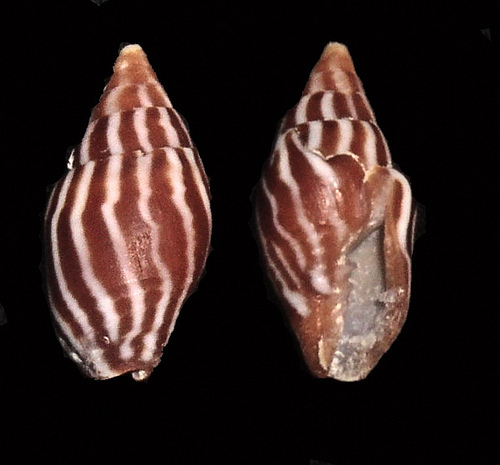
Mitra pica
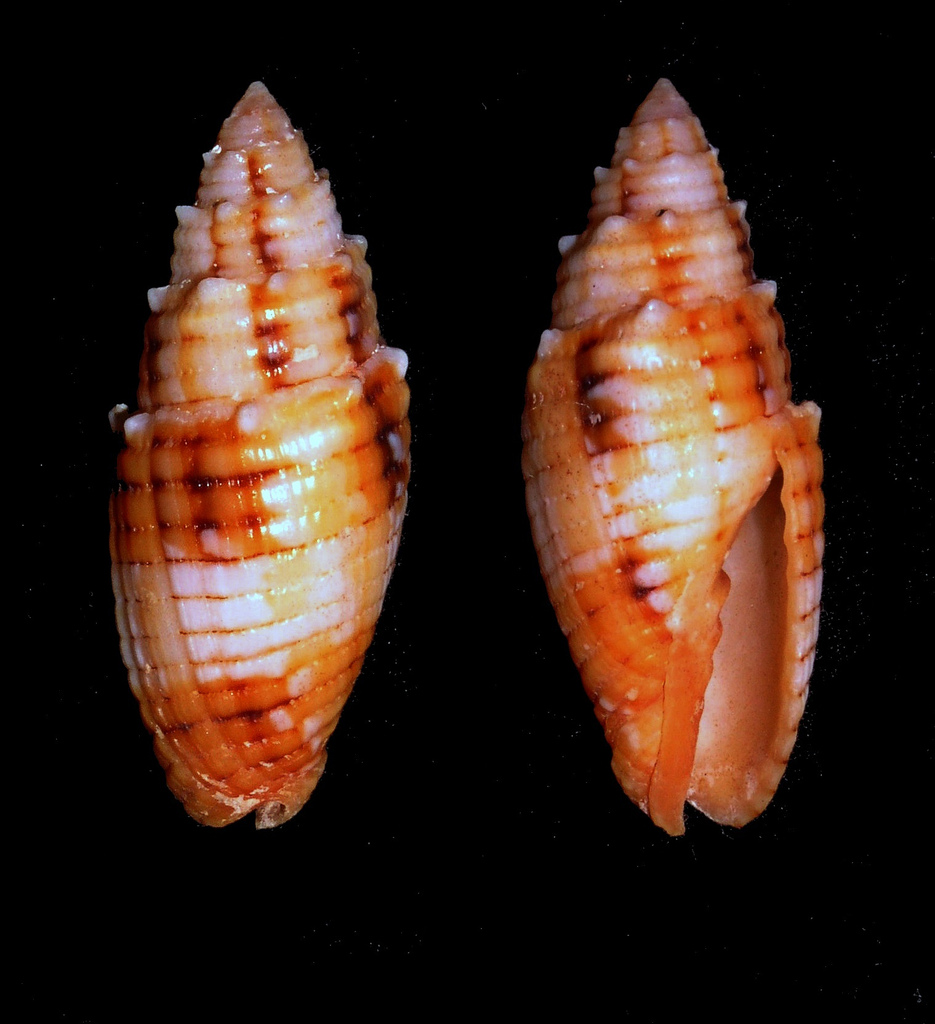
Mitra puncticulata
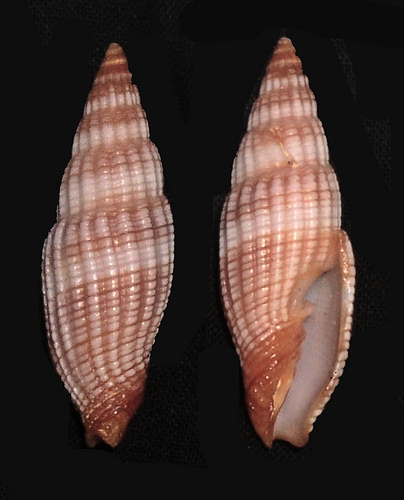
Mitra pyramis
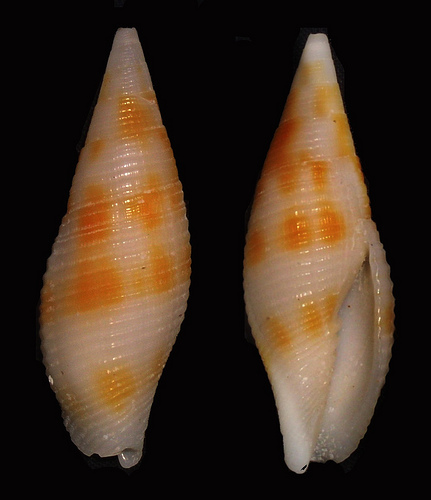
Mitra rubiginosa
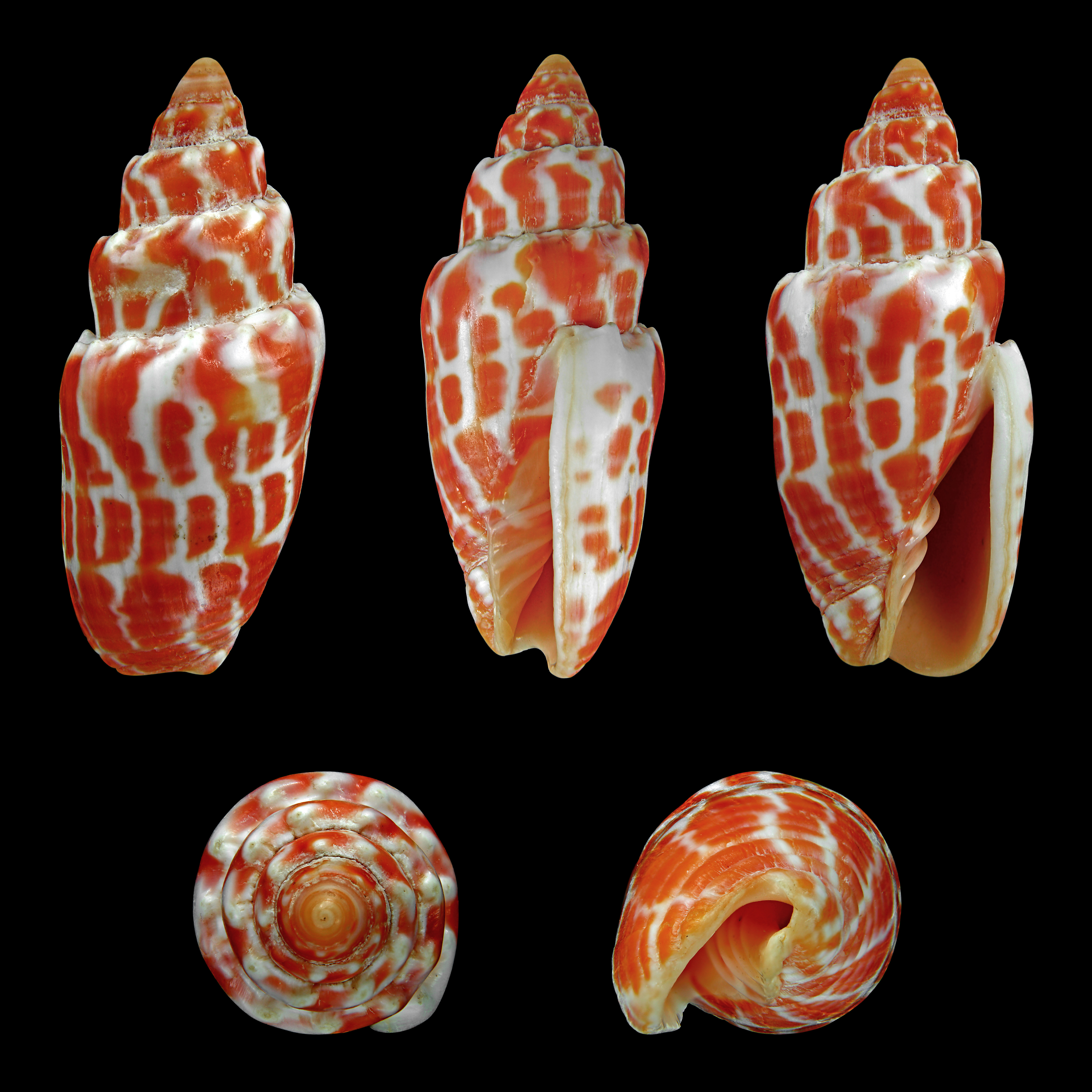
Mitra stictica
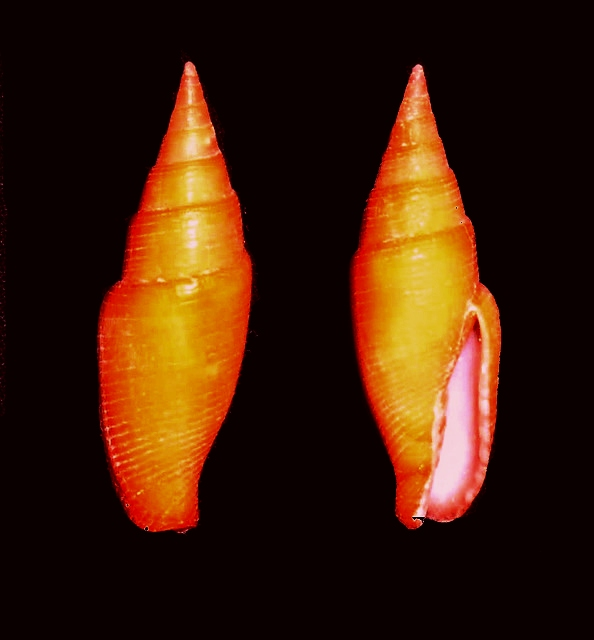
Mitra subflava
Mitra tabanula pediculus
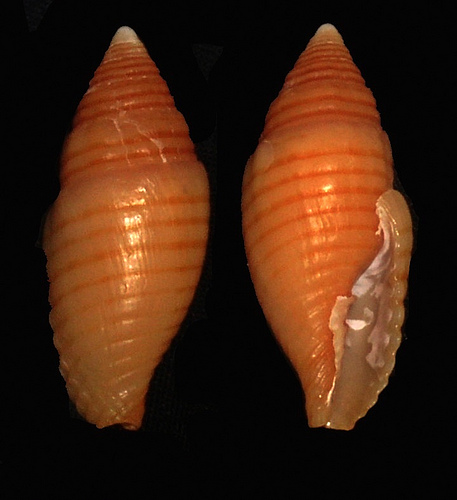
Mitra vexillum
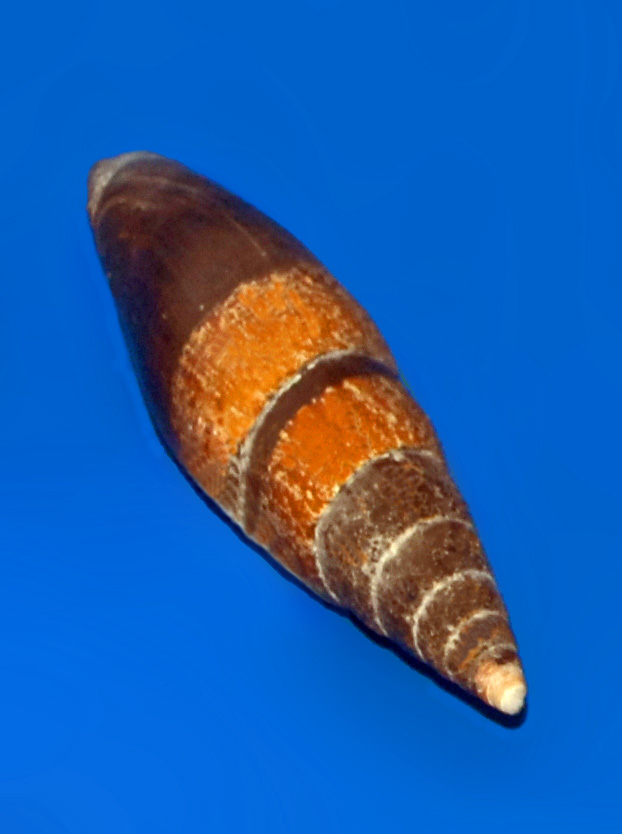
Mitra zonata
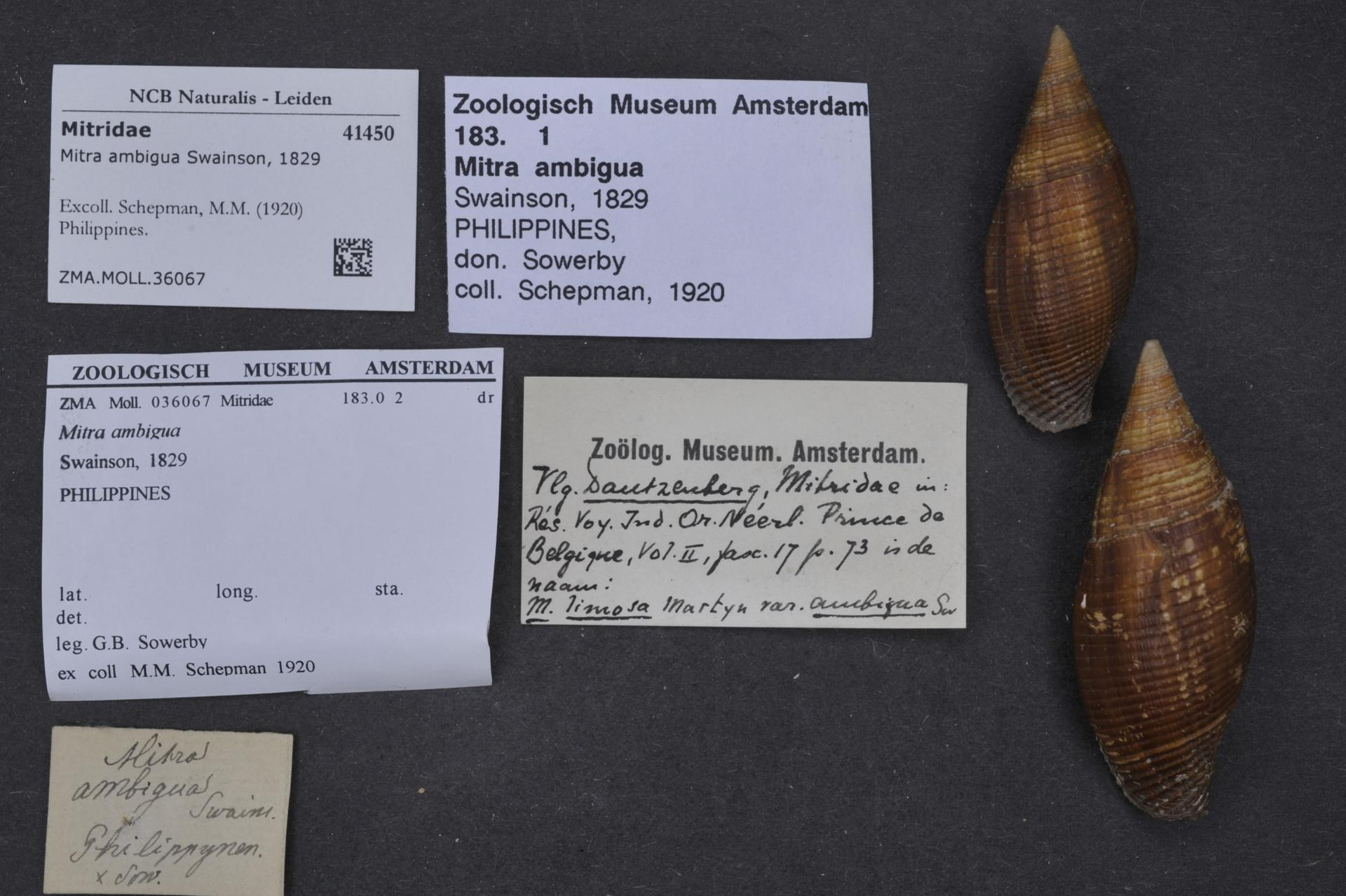
Mitra ambigua
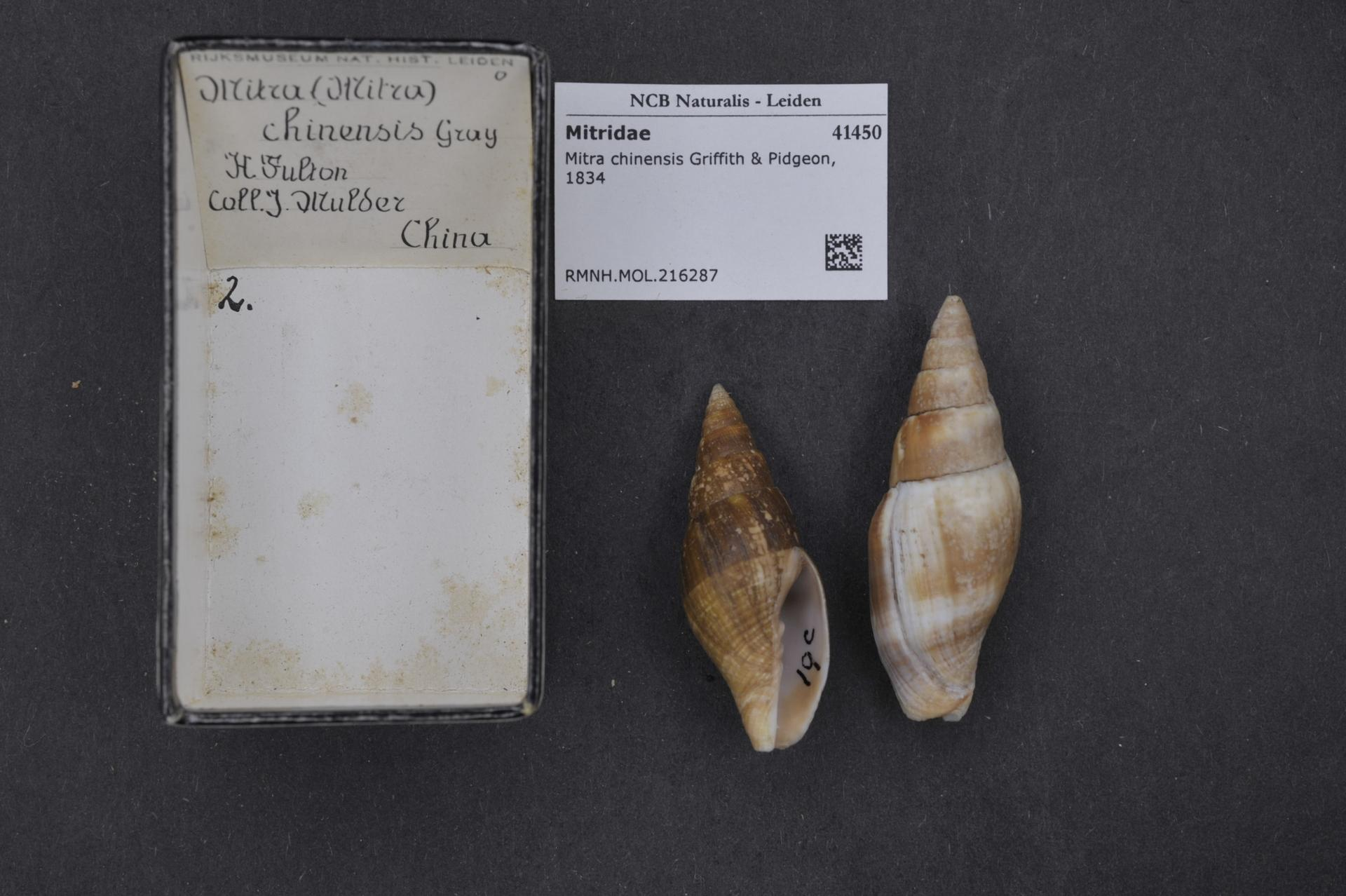
Mitra chinensis
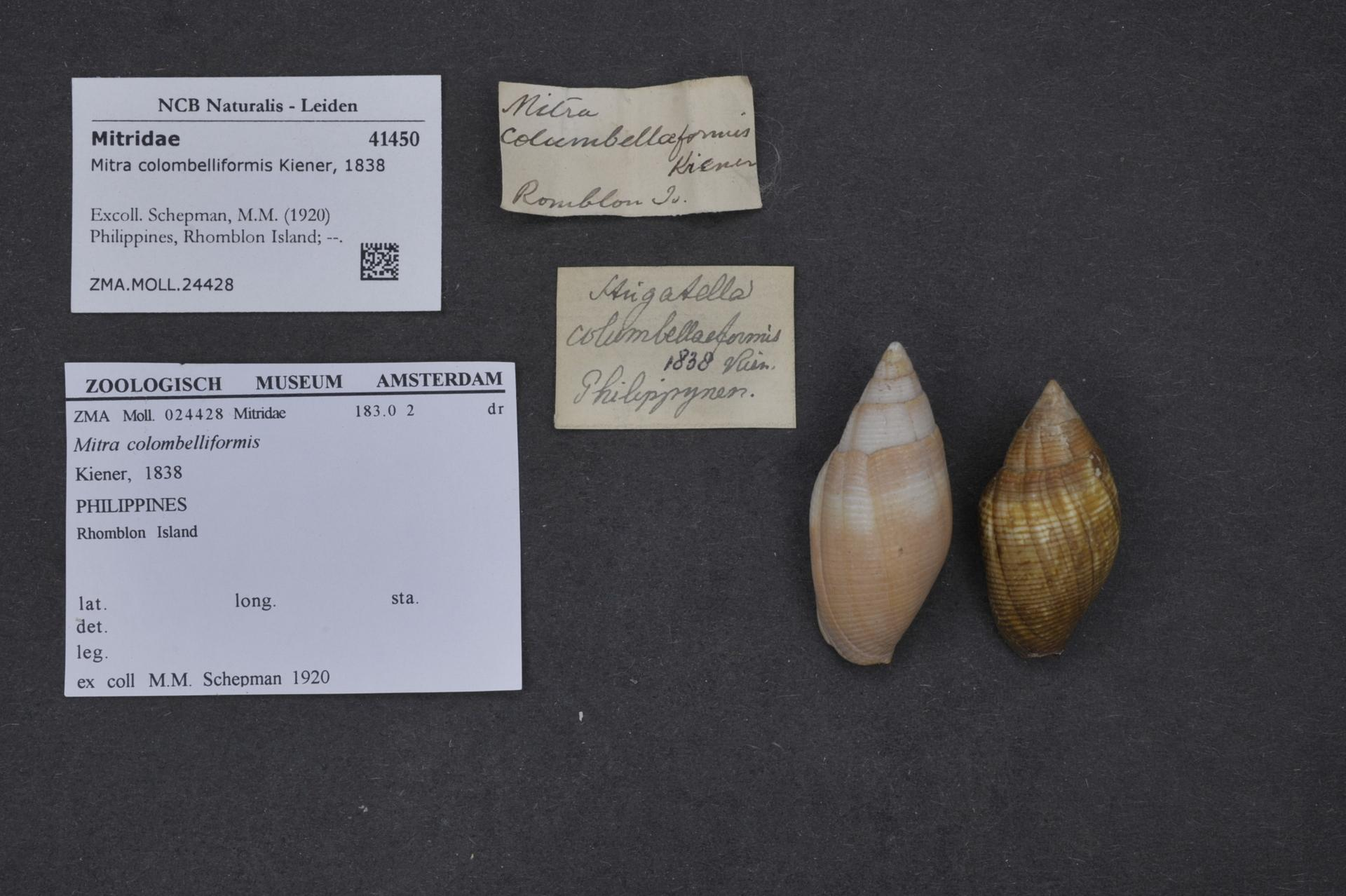
Mitra colombelliformis
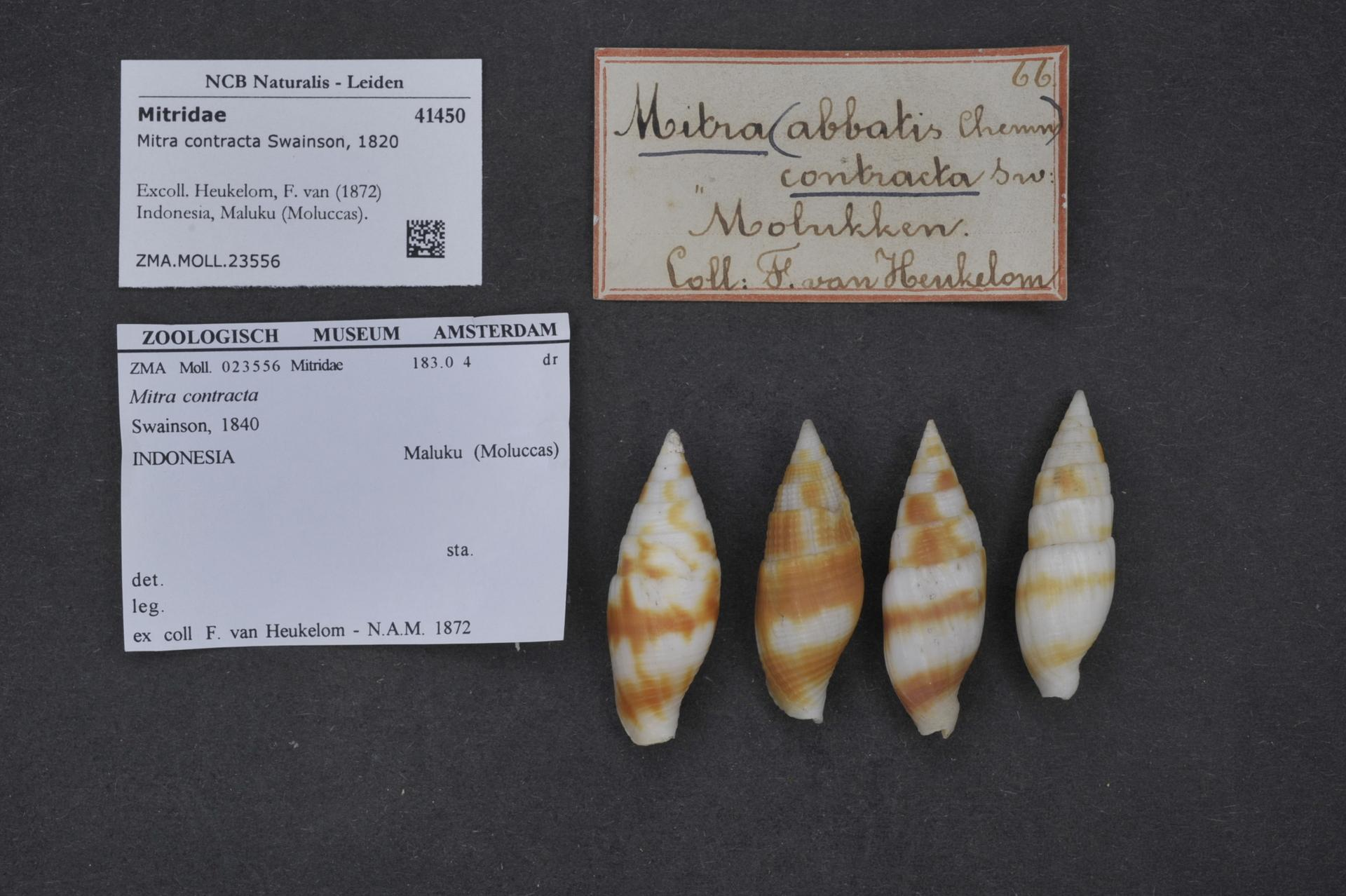
Mitra contracta
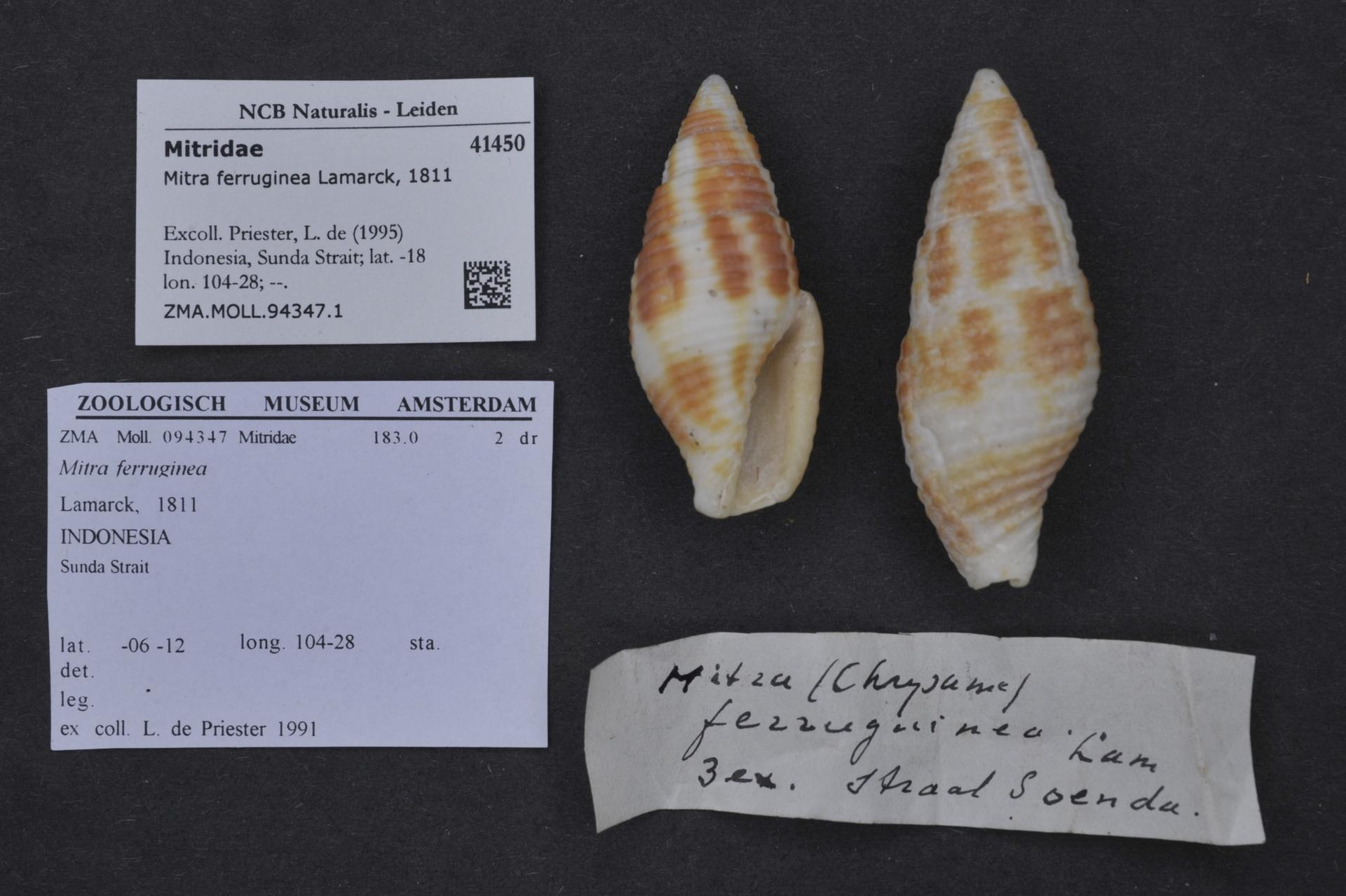
Mitra ferruginea